# Historia del Real Madrid de Baloncesto

## Historia

### Fundación y primeras décadas (1931-1952)

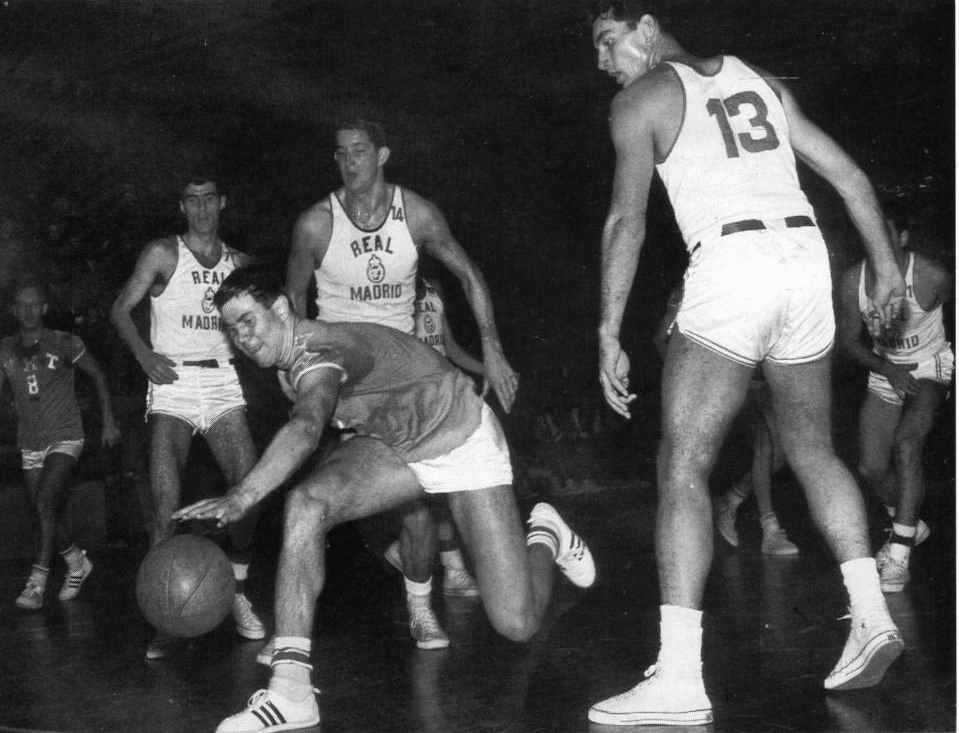
Nace en 1931 la sección de baloncesto del Real Madrid.

Ángel Cabrera, pionero y uno de los impulsores de este deporte en España, fue el creador en 1922 del primer equipo de baloncesto en Castilla, al que siguió el 8 de marzo de 1931, tras insertar un anuncio en el diario ABC para localizar jugadores voluntarios, la sección de baloncesto del Real Madrid. Los primeros jugadores del proyecto fueron: Eric Hermes, Luis Hoyos, Emilio Gutiérrez Bringas, Juan Castellví, Jenaro Olives, Máximo Arnáiz, Juan Negrín, Delgado, Llano, Midel y el alemán Midelman, quienes junto al mencionado Cabrera formaron la primera plantilla blanca que se oficializó el día 22 del mismo mes bajo el nombre de Real Madrid Basket-Ball, y que celebró sus primeros entrenamientos en el campo del Standard Club. El anuncio de captación de jugadores citaba:

“El Real Madrid ruega a todos los señores interesados en la práctica de este deporte (basketball) pasen por la Secretaría del Club, Caballero de Gracia, 15, para recibir instrucciones con respecto al partido de la selección y entrenamiento que se jugará el próximo domingo, a las diez de la mañana, contra el Instituto-Escuela”
Ángel Cabrera. 8 de marzo de 1931. Madrid

Con el fútbol ya consolidado, el entonces presidente Luis Usera quiso potenciar otros deportes que engrandecieran al club. Nació así una disciplina en el club, entre otras muchas secciones, que con el tiempo fue ganando adeptos y que terminó por convertirse en una de las mejores cartas de presentación del club fuera de las fronteras españolas.
El mismo año de su fundación, el club ganó su primer título, la Copa Chapultepec, un torneo organizado en Cercedilla por el magnate mexicano y antiguo integrante del club Emilio Gutiérrez Bringas que mantenía una estrecha amistad con un entonces joven secretario general del club, Santiago Bernabéu; a la vez que disputó su primera competición nacional, correspondiente a la primera edición del Campeonato Regional en la que finalizó en tercera posición por detrás del Rayo Club, equipo con el que por aquel entonces disputaba la supremacía de Castilla hasta que estallase la guerra civil española.
Tras la primera sesión de entrenamiento y selección del 15 de marzo frente al Instituto-Escuela –origen del Instituto Ramiro de Maeztu, cantera del actual Club Baloncesto Estudiantes– para decidir el que fue su primer equipo, se produjo el primer partido oficial de su historia el día 22 de marzo de 1931. El encuentro, jugado el mismo día de su fundación oficial, fue contra el Dumping Basket-Ball Club en el citado Campeonato Regional de Castilla. Éste finalizó con derrota madridista por 19-5 siendo Ángel Cabrera el máximo anotador del club con cuatro puntos al anotar un tiro de campo y dos lanzamientos de falta o tiros libres. Los otros cuatro integrantes del equipo fueron Emilio Gutiérrez, Midelman, Luis Hoyos —autor de otro tiro libre—, y Midel. Para ver la primera victoria del club hubo que esperar a la segunda jornada jugada el 2 de abril en la que se enfrentó al Ministerio de Marina al que derrotó por 9-5 en el campo del Standard Club al no poseer el club aún cancha propia, que inauguró apenas un mes después. Los anotadores fueron Llano con cuatro canastas y Máximo Arnáiz con un tiro libre, estando acompañados en el encuentro por Ángel Cabrera, Luis Hoyos, Delgado, Iranzo y Maller.
El 3 de abril de 1932 se jugó el primer partido entre catalanes y madrileños para comprobar el nivel del básquet capitalino en comparación al primero, mucho más longevo y desarrollado. Se celebró en la Ciudad Condal, en la pista de La Bordeta, enfrentándose el Español de Barcelona y el Madrid Basket-ball. Vencieron los blancos por 24-19 a un equipo en el que figuraba Anselmo López, quien años después llegó a ser el entrenador del conjunto madridista. La década de los años treinta trajo además del primer título oficial, el anteriormente mencionado Campeonato Regional de 1933, el nacimiento de la Sección femenina quien conquistó también el Campeonato Regional en 1934 —en el año de su fundación—, título que repitió en 1943, proclamándose subcampeonas del Campeonato de España de Copa antes de que se disolviese la sección en 1944 y pasasen a ser integrantes de la Sección Femenina de la Falange Española.
Desde entonces el club se convirtió en el dominador de un torneo, cuya clasificación era valedera para la disputa del Campeonato de España. En su primera comparecencia, en la primera edición del mismo, debutó cayendo derrotado por 21-17 frente al Iluro Bastek-Ball Club en Mataró. Tras remontar en el partido de vuelta en Madrid, terminó como subcampeón al caer derrotado en la final por 21-11 frente a un Rayo Club formado por varios exjugadores madridistas. Fue el primero de cuatro subcampeonatos antes de que finalmente pudiera proclamarse campeón de España.
Gracias al que fue uno de los más importantes ingredientes que reforzaron las fuertes bases constituidas en los antiguos campeonatos sociales del club: la importación de jugadores, se convirtió con el paso de los años no solo en el dominador regional, sino nacional. El imán iberoamericano que suponía la Universidad Complutense de Madrid hizo que el club pudiera contratar a promesas procedentes del nuevo continente en lo que supuso un salto de calidad enorme para el club en el hasta la fecha aún rudimentario baloncesto español.
De las antiguas colonias españolas de Cuba, Puerto Rico y Filipinas llegaron al club grandes jugadores entre los que destacaron Freddy Borrás, Rafael Deliz, Willo Galíndez, Toñín Casillas o Johnny Báez, grandes conocedores del baloncesto profesional estadounidense y que con una considerable estatura inédita en España reforzaron enormemente al club, al que llevaron a conquistar sus primeros tres títulos del Campeonato de España en 1951 frente al C. F. Barcelona del dominador de la pasada década Eduardo Kucharsky, y en 1952 y 1954 frente al Juventud de Badalona.
A su vez, otro de los momentos claves de la sección y quizá el más relevante se produjo en 1952, coincidiendo con las Bodas de Oro de la entidad. Santiago Bernabéu, ya al frente de la dirección del club, decidió solicitar ayuda a la Federación Española de Baloncesto para organizar un campeonato de baloncesto, deporte en el que no poseía grandes conocimientos. Es así como se produjo la llegada al club de una de sus máximas figuras: D. Raimundo Saporta.

### Raimundo Saporta y la primera época dorada (1952-75)
El joven directivo de la Federación se convertiría rápidamente en la mano derecha de Santiago Bernabéu, tras su impecable organización del evento. El torneo, al que acudirían el Racing de París, la selección portorriqueña y un combinado americano de soldados destinados en la base aérea inglesa de Lakenheath denominado los Piratas de Lakenheath, resultó un éxito y Bernabéu inició los contactos para que Saporta recalase en el club, pese a que éste, en contraposición al máximo mandatario blanco, poseía nulos conocimientos en fútbol. Nacería así una dupla que llevó al club a lo más alto de Europa en ambas secciones, y que convirtió a Raimundo Saporta en una de las máximas figuras del baloncesto de España y de Europa.
En la temporada 1952-53 se alzó con la Copa Latina, competición de reciente creación y que fue la precursora de la Copa de Europa y actual Euroliga. Fue el primer título internacional del club.
Bajo la dirección de Saporta, el club continuó con el crecimiento de la sección y fue uno de los creadores de las diversas competiciones que darían proyección al baloncesto, como el torneo de Liga. Esta nació en la temporada 1956-57 con su primera edición, bajo el nombre de Liga Nacional de Baloncesto que el club disputó en su nueva cancha del Frontón Fiesta Alegre, escenario de grandes gestas y remontadas. En dicho certamen el club conquistó su primera Liga, en la que además tuvo el honor de ser el primer líder en su clasificación tras vencer en la primera jornada del campeonato a su vecino y máximo rival, el Club Baloncesto Estudiantes por 76-61. Los jugadores de aquel primer encuentro a las órdenes de Ignacio Pinedo fueron Joaquín Hernández, José Alberto Herreras, José Luis Alcántara, Arturo Imedio, Luis Trujillano, William Brindle, Jorge Bonet y el pívot Alfonso Martínez, siendo este último el máximo anotador del equipo con 17 puntos, y posterior máximo anotador de la Liga con 180 puntos.
Los integrantes de aquella primera edición de Liga fueron los ya citados Real Madrid y Estudiantes, junto con el Club Juventud de Badalona, el Club de Fútbol Barcelona, el Club Baloncesto Aismalíbar Montcada y el Club Baloncesto Sabadell. Siete victorias en diez partidos darían a los blancos su primera trofeo de Liga, lo que además le valdría para clasificarse para debutar en competición internacional oficial al disputar la primera edición de la Copa de Europa, competición creada de la mano de Raimundo Saporta a semejanza de la Copa de Europa de Fútbol que vio la luz tres años antes. Ambas competiciones fueron creadas e impulsadas por el club.
Su primer partido oficial internacional se produjo en la mencionada Copa de Europa frente al Barreirense Basket portugués por 51-68 en los octavos de final de la competición. Los máximos anotadores del equipo fueron Alfonso Martínez y «Johnny» Báez, ambos con 16 puntos. Tras superar la eliminatoria por un 154-91 global, se enfrentaría en cuartos de final al Royal Brussels al que vencería por un 121-116 después de los dos partidos para acceder a las semifinales. Desgraciadamente ahí se acabaría la primera participación del club en la máxima competición de clubes de Europa. El Real Madrid debía enfrentarse al potente Armijas Sporta Klubs Rīga de la Unión Soviética, pero las discrepancias de la época entre el país soviético y el régimen político de España propiciaron que Francisco Franco impidiese la presencia de cualquier equipo deportivo en dicho territorio. Ante tal contratiempo, Raimundo Saporta propuso jugar la eliminatoria a un único partido en París, circunstancia que no fue aceptada por la FIBA por lo que el equipo español fue eliminado sin poder disputar su eliminatoria frente al posteriormente campeón de las tres primeras ediciones del torneo.
En 1957 desapareció el Campeonato de Castilla (1931-1957) para los equipos que disputaban la Liga Nacional, habiendo conquistado el Real Madrid 11 títulos y siendo el más laureado. El Trofeo Marca (Torneo Regional de baloncesto), competición que enfrentaba y reunía a los mejores equipos regionales de Madrid, y cuyo título servía para iniciar la temporada, siendo la competición sucesora del Campeonato de Castilla, surgió en esta época y duró desde 1957 hasta 1967, siendo patrocinado por el diario Marca y siendo los madridistas los más laureados con ocho títulos.
Durante la década de los cincuenta el club conquistó una Copa Latina, tres Ligas, seis Copas, cuatro Copas de Castilla y dos Torneos Regionales-Trofeo Marca-.

#### La llegada de Pedro Ferrándiz

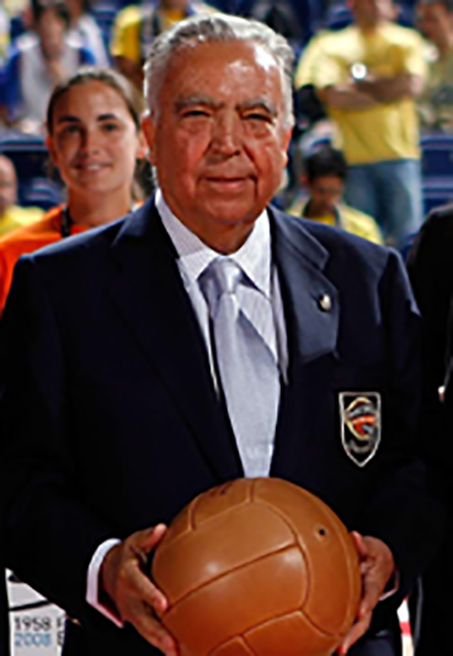
Pedro Ferrándiz, técnico más laureado del club.

El club no conseguía trasladar sus éxitos nacionales al panorama internacional, y veía cómo era eliminado sin alcanzar la final del máximo torneo europeo en sus primeras ediciones. Debido a ello Saporta decide incorporar al plano técnico del equipo a la que se convertiría con los años en una de las máximas figuras del baloncesto mundial, Pedro Ferrándiz. De la mano del alicantino, el club vivió los mejores años de su historia llegando a juntar en una final de la Copa de España a sus dos equipos, el primer equipo y su filial —el Club Hesperia de Madrid— y que años después repitió la sección de fútbol, siendo un hecho único en la historia de ambas competiciones.
Dirigidos por Ferrándiz, considerado como el indiscutible número uno de la historia del baloncesto europeo,[cita requerida] el equipo conquistó quince Ligas, catorce Copas y cuatro Copas de Europa; un palmarés que aún no ha sido igualado hasta la fecha. Fue el primero en introducir las innovaciones del baloncesto estadounidense (NBA) y pionero en el intercambio de conceptos con entrenadores americanos. En uno de sus viajes al continente americano terminaría firmando a una joven promesa del baloncesto universitario antes de que recalase en los Harlem Globetrotters, un pívot de 2,03 m. llamado Wayne Hightower, que se uniría a jugadores como Emiliano Rodríguez, Carlos Sevillano o Lolo Sáinz merced a los cuales el club alcanzaría la final de la ansiada Copa de Europa, buscando darle el relevo internacional a la sección de fútbol que empezaba a ver como la época dorada del «Madrid de Di Stéfano» tocaba a su fin.
Tras superar al Club Sportif Casablancais por un contundente 166-84 global en primera ronda de la edición de 1961-62, el Real Madrid se enfrentó al Pallacanestro Varese donde se produjo un curioso hecho. En el partido de ida, celebrado en Varese y a escasos segundos de la finalización del encuentro, el marcador se encontraba con un empate a 80. Debido a los jugadores eliminados y lesionados del conjunto blanco, una prórroga se presentaba como un más que probable dramático resultado final para los intereses de la eliminatoria, por lo que Ferrándiz, tras solicitar un tiempo muerto, y con posesión, ordenó a sus jugadores que se autoencestasen para así perder el partido por 82-80, minimizando riesgos y evitando así una abultada derrota. Desde ese momento, la FIBA cambió la normativa acerca de las eliminatorias, permitiendo resultados de empate para evitar prórrogas y así decisiones controvertidas. La vuelta en Madrid clasificaría a los españoles.
CWKS Legia y AŠK Olimpija fueron los rivales antes de enfrentarse al B. K. Dinamo de Tiflis en la final. Por el mismo motivo que en la primera edición del torneo, las relaciones entre la Unión Soviética y España provocaron que el torneo se decidiese en un único partido por primera vez en la historia de la competición. El partido se disputó en la ciudad suiza de Ginebra. La gran actuación durante todo el torneo del flamante fichaje Wayne Hightower se vería coronada con una actuación de 30 puntos, siendo el máximo anotador del encuentro, que sin embargo no fueron suficientes para la victoria madridista, que perdió la final por 90-83. Pese a ello, el club conseguía acceder a lo más alto del baloncesto internacional, que se vería refrendado a lo largo de la década.
En la temporada 1962-63, el equipo alcanzó su segunda final, que requirió un tercer partido de desempate tras un balance de 160-160 frente al CSKA Moscú. Dicho desempate se perdió por 99-80.

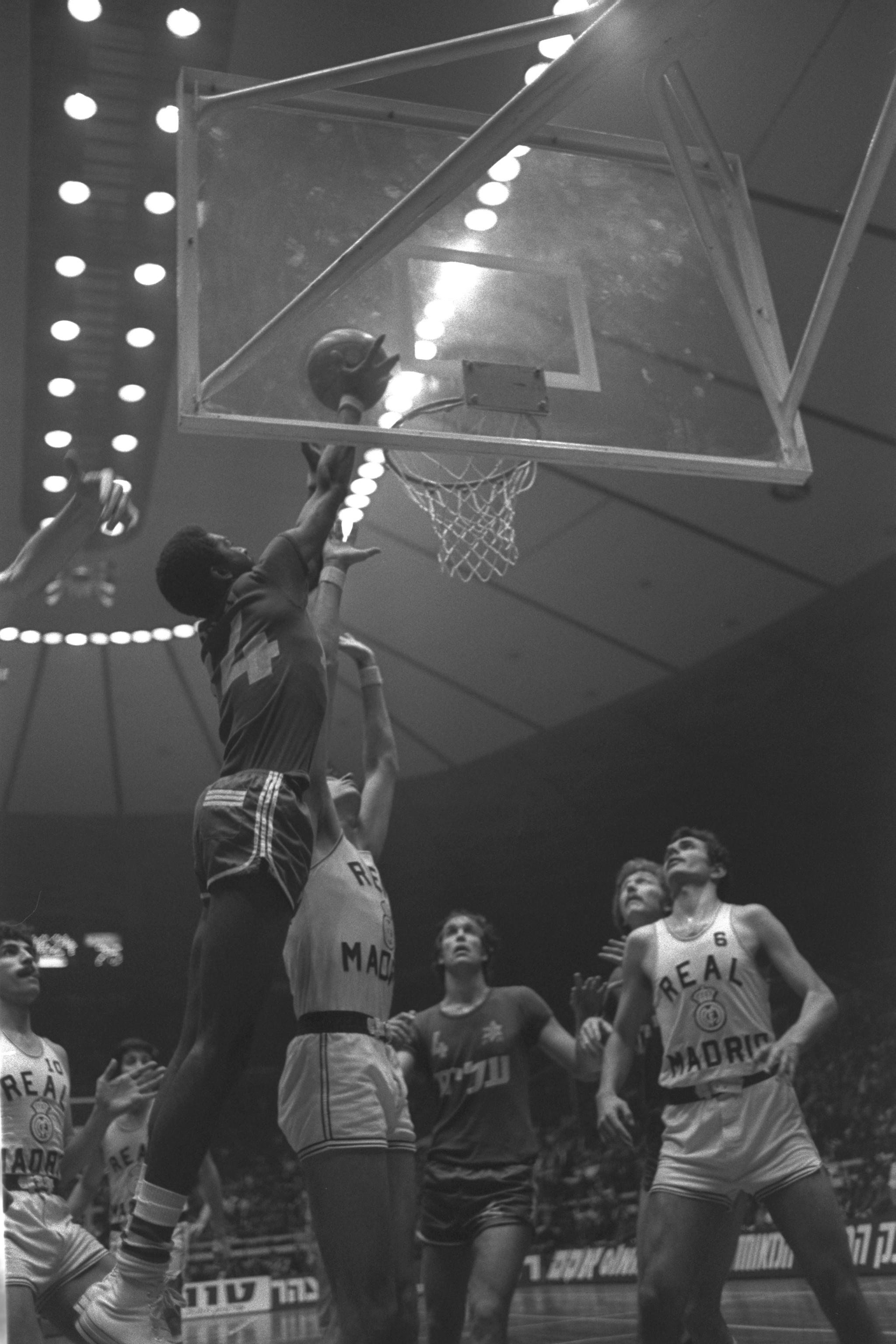
Enfrentamiento europeo frente al Maccabi Tel Aviv en 1975.

Tan solo dos años después de alcanzar su primera final europea, el Real Madrid consiguió ser el primer equipo que conseguía destronar a los equipos de la Unión Soviética de lo más alto del baloncesto europeo. Al equipo había llegado otro norteamericano de la mano de Ferrándiz que marcaría su nombre en letras de oro dentro de la historia del club: Clyfford Luyk. El jugador sobresaldría en un equipo triunfal, donde despuntaron entre otros los hermanos Ramos (Vicente y José Ramón), procedentes del C. B. Estudiantes, Lolo Sáinz o Emiliano Rodríguez, el gran ídolo de los años 1960, que conquistó 24 grandes títulos en su carrera.
El Real Madrid logró un imparable acceso a la final de la Copa de Europa de 1964 tras vencer al Celtic Belfast B. C. (209-119), TSV Alemannia Aachen (208-112), CWKS Legia (194-176) y Simmenthal Olimpia Milano (178-160) antes de enfrentarse al Spartak ZJŠ Brno. En la eliminatoria, disputada a ida y vuelta, se impondría el conjunto checoslovaco por 110-99 pese a las destacadas actuaciones de Emiliano, Luyk y Burgess que dejaban una desventaja a remontar en Madrid de 11 puntos. En el partido de vuelta, el marcador al descanso reflejaba un 37-33 a favor de los blancos, pero insuficiente para alzarse con el título. Con una gran segunda parte, el resultado final fue de 84-64, que otorgaba al club su primera Copa de Europa de baloncesto, que curiosamente se consiguió con Joaquín Hernández en el banquillo, durante el breve periodo de dos años en que Pedro Ferrándiz estuvo al frente de la dirección deportiva en sustitución de Saporta, que hubo de desempeñar otras funciones dentro del club madrileño.
El gran rumbo emprendido gracias a los nombres propios de Saporta, Ferrándiz, Emiliano, Sáinz y Luyk se vio continuado gracias a jugadores como Wayne Brabender o Juan Antonio Corbalán que, cuando parecía que el gran ciclo de victorias del club llegaba a su fin tras las bajas de Sáinz y Emiliano, llevarían al club a conquistar cuatro nuevas Copas de Europa en seis finales, mientras demostraba un dominio aplastante en España con diez Ligas y seis Copas consecutivas. El citado Lolo Sáinz, mientras, se hizo cargo de las categorías inferiores sembrando una nueva semilla que llevaría al club a su segunda etapa dorada.
En 1968 y en 1970 se consigue llegar a la gran final de la Copa Intercontinental de baloncesto.
Durante la década de los sesenta se lograron 4 Copas de Europa (máxima competición europea de clubes), 9 Ligas, 6 Copas, 4 Torneos Internacionales de Navidad (FIBA) y 6 Torneos Regionales -Trofeo Marca-, y su primera Triple Corona en 1965.

#### Torneo internacional de Navidad
El prestigio que comenzaba a adquirir el equipo propició el nacimiento de un torneo que aglutinaría a los mejores equipos del panorama internacional, aprovechando la apertura de su pabellón deportivo de la Ciudad Deportiva. Bajo el nombre de Copa Intercontinental dio comienzo en enero del año 1966 una competición que más tarde fue rebautizada como Torneo Internacional de Navidad.
El Torneo de Navidad, también conocido como Torneo Internacional de Navidad, fue una extinta competición amistosa internacional de baloncesto masculino, a nivel de clubes, organizada por la FIBA en sus primeras décadas a través de la Comisión de Organizaciones Internacionales bajo la mano de Raimundo Saporta, directivo del club y presidente de la Comisión Internacional de la Federación Internacional de Baloncesto (FIBA), y bajo la autorización y el apoyo de William Jones, su secretario general, por lo que contaba con la oficialidad de la FIBA en sus primeras décadas de vida (aunque posteriormente también siguió bajo el amparo de FIBA), siendo además el punto de arranque de la Copa Intercontinental FIBA, cuya primera edición aparece en el historial de esta competición.,
Bajo la autorización y el apoyo de la FIBA se encargó el Real Madrid Club de Fútbol de organización anual, reuniendo a equipos de la mayoría de continentes. El Ignis Varese italiano, el Sport Club Corinthians Paulista brasileño y los Jamaco Saints Chicago se enfrentaron a los madrileños en la primera edición. El éxito propició una segunda edición en las navidades del mismo año bajo la denominación de Copa Latina, en lo que era un claro intento por dar vida a una competición de carácter mundial, ya que no en vano fue la semilla de la Copa Intercontinental, para la que contabilizó la primera edición de este torneo navideño.
Durante las cuatro décadas del torneo, equipos de la talla de los North Carolina Tar Heels —equipo universitario de Michael Jordan—, el Maccabi Tel Aviv Basketball Club, el Košarkaški Klub Split, el Benetton Treviso, el Košarkaški klub Cibona, el C. S. K. A. Moskva, el Club Joventut de Badalona o las selecciones nacionales de las extintas Unión Soviética o Yugoslavia fueron algunos de los prestigiosos participantes, en el que los madridistas levantaron el título en veinticinco oportunidades.
En la temporada 1973-1974 consigue el Real Madrid una nueva Copa de Europa ante un Varese con quienes jugaría otras tres finales, el equipo lombardo jugaría entre 1969 y 1979 todas las finales de la Copa de Europa.
Es el club con más victorias seguidas (87) (del 6 de noviembre de 1971 al 2 de febrero de 1975).

### Segunda época dorada (1975-89)

Celebración de la 6.ª Copa del Rey consecutiva (1975).

Antes de la retirada de Ferrándiz y Saporta de la sección, lograron sumar cinco títulos de doblete de Liga y Copa de manera consecutiva, firmar una racha de ochenta y ocho partidos seguidos sin perder en Liga, y tomarían la decisión de elegir como sucesor del banquillo a Lolo Sáinz, uno de los integrantes de la primera gran época dorada y gran conocedor de la filosofía del club. La elección pronto se vio reflejada como un acierto, que sin llegar a igualar a su antecesor, cosechó un impresionante ramillete de títulos nacionales y europeos para la sección en las dos décadas en las que dirigió al primer equipo.
Con los años, otro jugador le supliría en la cancha: el hoy doctor Juan Antonio Corbalán. Éste capitaneó al equipo en su segunda época dorada junto a Wayne Brabender, Rafael Rullán, Carmelo Cabrera, Cristóbal, Prada, Juanma Iturriaga o Fernando Romay, jugadores que cedieron el testigo a otra nueva y gran generación de jugadores como Chechu Biriukov, Llorente y Fernando Martín, que entre otros méritos fue el primer jugador español en participar en la National Basketball Association (NBA) con el equipo de los Portland Trail Blazers.
El relevo de Sáinz aumentó a diez el número de Ligas consecutivas, siendo hasta la actualidad la mejor racha firmada por cualquier equipo español, mientras que su hegemonía en la Copa se vio frenada por el F. C. Barcelona —quien comenzó a vivir su primera gran época— dejando para la historia unas de las más igualadas contiendas del panorama baloncestístico, junto con los producidos frente al Ignis Varese. Frente a los italianos se disputaron la hegemonía en Europa, llegando a enfrentarse en cuatro finales de la máxima competición europea de clubes con un balance de dos victorias para cada equipo. En la última de ellas, ambos conjuntos sumaban cinco entorchados, decantándose del lado blanco merced a la victoria de 1978 en Múnich por 75-68 con una gran actuación de Walter Szczerbiak, uno de los buques insignia de aquel equipo, y al que Saporta convenció para fichar cuando el germano-americano se encontraba camino de jugar en la National Basketball Association.
En 1977 inflige un severo correctivo al F. C. Barcelona en Liga con una victoria de 60 puntos sobre su eterno rival (138-78) en el pabellón de la Ciudad Deportiva, con una actuación estelar de Brabender (37 puntos), Rullán (29 puntos), Walter (20 puntos), Cristóbal (17 puntos), y Cabrera (5 puntos).
Durante tres años consecutivos, 1976, 1977, 1978, el Real Madrid conquistaría la Copa Intercontinental de baloncesto FIBA (siendo el más laureado hasta la fecha en esta competición).
Además, es el club con mayor diferencia de puntos (92) al ganar al Breogán 140-48 en 1976. Y con mayor anotación de un jugador en un partido de Liga (Walter Szcerbiak, 65 puntos). Récord de anotación en un partido de Liga frente a Breogan (8 de febrero de 1976).
La década de los setenta finaliza con 3 Copas Intercontinentales, 3 Copas de Europa (máxima competición europea de clubes), 9 Ligas, 6 Copas y 8 Torneos Internacionales de Navidad (FIBA), sin contar con los torneos amistosos. Además de conquistar su 2.ª Triple Corona (1973-1974).

#### Elboomde los ochenta y las Bodas de Oro de la sección
El gran crecimiento que experimentaba el baloncesto se vio particularmente reflejado en España en la década de los años ochenta, donde se vivieron los años de mayor rivalidad en las diferentes competiciones nacionales, así como el nacimiento de nuevos equipos en el panorama.
Las competiciones se ajustan al crecimiento y nace así a la nueva distancia de la línea de tres puntos —a 6,25 metros de canasta— mientras que se reestructura el sistema del campeonato nacional de Liga naciendo así bajo el amparo de la Asociación de Clubs de Baloncesto la Liga ACB, de carácter profesional y con un total de dieciséis equipos que de produjo el desembarco de grandes jugadores en el país merced a esos primeros contratos. Es así como el Real Madrid continuó con sus grandes resultados, firmando bajo su disciplina a algunos de los mejores jugadores del momento. El Real Madrid, que había ganado 22 de las 27 ediciones de la Liga Nacional (de 1957 a 1983), continuó su dominio imponiéndose en las tres primeras ACB de la historia (de 1984 a 1986). Fueron los años de la consagración de Fernando Martín, Fernando Romay y Juanma López Iturriaga
Se produce un hecho, siendo el club con la mayor anotación en un partido de Liga (149 puntos), frente al Salle de Barcelona en la 81-82.
Esa primera edición sería recordada por la disputa del primer play-off por el título entre madridistas y barcelonistas. En una eliminatoria que dominaban «los blancos» por una victoria a cero, llegaron muy igualados al final del segundo encuentro. Una tángana en esos minutos entre Mike Davis y Juanma Iturriaga propició unas sanciones posteriores que provocaron el descontento en los catalanes, que pese a haber empatado la eliminatoria en la prórroga, rehusaron disputar el tercer y definitivo encuentro dándole el título a los capitalinos.
Antes, en 1981 el club celebró las Bodas de Oro de la sección, mismo año en el que se proclamaría campeón del mundo de clubes en Sao Paulo, convirtiéndose en el club con más títulos mundiales a nivel de clubes (que sigue ostentando en la actualidad).
En la temporada 84-85 se disputó por primera vez la Supercopa de España ACB, primeramente con el impulso de la FEB, durante sólo cuatro ediciones no volviéndose a reeditar hasta 2004, venciendo el Real Madrid en su primera edición al CAI Zaragoza (101-61), quedando subcampeón en las dos siguientes frente al Juventut de Badalona.
La presencia de grandes rivales en los años ochenta dio más brillo a la historia de la sección. En esta época un nombre destaca por encima del resto: Dražen Petrović. El joven croata ejercía su dominio en el continente gracias a su talento y fuerte personalidad. En 1985 conquistó la Copa de Europa con el Cibona de Zagreb precisamente frente al Real Madrid. En 1986 Petrovic anotó 90 puntos en dos nuevos duelos contra los madridistas. El Real se vengó en 1988 arrebatándole la Copa Korac. Con este éxito Lolo Sainz se convirtió en el primer entrenador que ganaba los tres títulos continentales (Copa de Europa, Recopa y Korac). La siguiente temporada, el genio croata vestiría de blanco.
En la temporada 1987-88 el equipo llegaría por primera vez a la final de la Copa del Príncipe de Asturias de baloncesto (perdiendo frente al F.C. Barcelona), cuya competición, que sólo contó con cuatro ediciones, pasaría a disputarse posteriormente con equipos de la LEB.
La temporada 1988-89 empezó llena de sueños e ilusiones quedando subcampeón del Open McDonald's (World Cup), en el que el equipo blanco plantó cara a los Boston Celtics. Meses después, conquistó la Copa del Rey frente al Barça. Aquella campaña tuvo un momento álgido el 14 de marzo de 1989, conquistando ese día la Recopa de Europa en una de las finales más memorables de la historia del baloncesto europeo. Dražen Petrović anotó 62 puntos y el equipo blanco se impuso por 117 a 113 al Snaidero de Caserta de Oscar Schmidt en un partido de ensueño.
Tras quince años como entrenador blanco, Lolo Sainz pasó a ocupar la secretaría técnica al inicio de la campaña 1989-90. En su lugar colocó a un entrenador NBA, George Karl. Dražen Petrović en cambio había tomado el camino de la NBA, así que el peso del Real Madrid caía en Fernando Martín. Pero el destino se cruzó en su camino el 3 de diciembre de 1989. El pívot madrileño sufrió un accidente de tráfico mortal cuando se dirigía a un partido en el Palacio de los Deportes.

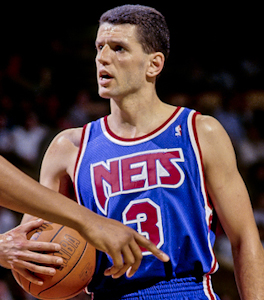
Dražen Petrović, uno de los mejores baloncestistas de la historia del club.

En la década de los ochenta (temporada 1984-85) nace el Torneo de la Comunidad de Madrid de baloncesto ("Torneo CAM"), organizado por la Federación de Baloncesto de Madrid y la ACB, siendo la competición sucesora del Torneo Regional -Trofeo Marca-, conquistando sus primeras cuatro ediciones de forma consecutiva en esta década.
Además, durante la década de los ochenta, la ACEB (ACB) organizó una competición internacional que enfrentaba a los campeones continentales del momento en el Torneo Internacional de Clubes ACB, "Memorial Héctor Quiroga" (1983-1991), con célebres enfrentamientos con Pallacanestro Virtus Roma, F.C. Barcelona, Olimpia Milano, KK Cibona o KK Split, siendo conquistada en tres ediciones por el conjunto madridista y siendo el más laureado de ésta competición que paulatinamente se fue apagando hasta desaparecer. En cambio, la Supercopa de Europa de baloncesto (FIBA) de 1989, al que accedía el Real Madrid como campeón de la Recopa de Europa, no se llegaría finalmente a disputar por incomparecencia de la Jugoplástika (KK Split) (ganando de esta forma el Real Madrid, aunque el torneo sería anulado), siendo la última edición de esta competición.
La década de los 80 finaliza con 1 Campeonato Mundial de Clubes, 2 Recopas de Europa, 1 Copa Korac, 3 Torneos Internacionales ACB, 4 Ligas, 3 Copas del Rey, 1 Supercopa de España, 5 Torneos Internacionales de Navidad y 4 Torneos CAM (sin olvidar la final suspendida de la Supercopa de Europa FIBA tras la negativa del rival de disputar la final), como títulos más destacados.

### La década de los noventa: la octava Copa de Europa y la búsqueda de nuevos éxitos (1990-2000)
La temporada 1989/90 sería una de las más difíciles de la sección y de toda la entidad, comenzando la década de los noventa con el trágico accidente de tráfico sufrido el 3 de diciembre de 1989 por todo un símbolo del madridismo y del baloncesto, Fernando Martín (primer español y segundo europeo en jugar en la NBA), cuando se dirigía en su coche al Palacio de los Deportes. Tres días después de su fallecimiento, el Real Madrid debía jugar un partido de competición europea frente al Paok, ganando por veinte puntos. Su repentina pérdida tuvo un tremendo impacto en la sociedad española. Miles de personas pasaron por la capilla ardiente instalada en el pabellón de la Ciudad Deportiva. El Real Madrid retiró en su honor el número 10, único dorsal que no ha podido vestir nadie más desde entonces, convirtiéndose en todo un referente emocional del madridismo y del baloncesto español. Además, la tradicional cita del Torneo Internacional de Navidad serviría para homenajear al jugador (Memorial Fernando Martín).
En la temporada siguiente se consigue llegar a la final de la Copa Korać pese a sufrir la marcha de históricos como Lolo Sáinz o el delegado Paco Amescua. Pero la desgracia vuelve con el fallecimiento de Ignacio Pinedo, todo un histórico del club que había sustituido a Wayne Brabender en los banquillos, fallece de infarto cuando apenas se llevaban 16 minutos de la final del partido de ida. Aquella imagen impacta tanto en los jugadores que no pudieron sobreponerse en la prórroga del partido de vuelta de aquella final. Sin embargo, en la siguiente temporada pudieron dedicarle un triunfo con la conquista de la emotiva final de la Recopa de Europa en Nantes gracias a la canasta de Ricky Brown a pase de Fassoulas, con Clifford Luyk en los banquillos (que había sustituido en enero a George Karl), estando al frente de los banquillos en dos etapas (de 91-94 y en la temporada 98-99), conquistando en esta primera etapa 2 Ligas (llegando a 3 finales), 1 Copa y 1 Recopa de Europa. El técnico sería quien popularizó la célebre expresión "la mirada del tigre", la que quería ver en sus jugadores.
En 1992, el club ficha al "zar" lituano Arvydas Sabonis, pieza clave del proyecto ideado por Mariano Jaquotot (directivo encargado de la sección) para volver alcanzar la cima europea, cuya apuesta se completó con el fichaje de Joe Arlauckas, conquistándose un doblete histórico en la temporada 92-93 y alcanzando las semifinales de la Euroliga frente al Limoges (que conquistaría aquel año el título).

Antes de poner rumbo a la NBA, Arvydas Sabonis fue clave para la conquista de la 8.ª Copa de Europa.

En el Open McDonald's se consiguió la tercera plaza. La liga de la temporada 1993-94 no fue suficiente y Mariano Jaquotot contrata en 1994 a uno de los mejores entrenadores del momento Želimir Obradović (que venía de conquistar dos Euroligas en tres temporadas) y al lituano Rimas Kurtinaitis. El 7 de junio de 1993 fallece en otro accidente de tráfico el mítico Dražen Petrović, desgracia que se sumaría a la enfermedad de Mariano Jaquotot que falleció en agosto de 1994.
En la temporada siguiente (94-95), el equipo de los Arvydas Sabonis, Joe Arlauckas, José Lasa, Ismael Santos, Javier García Coll, Pep Cargol, Antonio Martín, José Miguel Antunez y José Biriukov con Želimir Obradović a la cabeza, pese a no conquistar ningún título nacional aquel año y caer en semifinales de Liga frente al FC Barcelona cayendo en un partido por 29 puntos, alcanzan la Final Four de la Euroliga, disputándose en Zaragoza, y llegando a la gran final frente a Olympiacos B.C. (73-61) proclamándose campeones de la 8.ª Copa de Europa (la máxima competición europea de clubes), tras quince años sin alcanzar la máxima competición europea de clubes, siendo toda una gesta y aumentando aún más el histórico palmarés europeo e internacional (13.er título europeo y 17.º título internacional reconocido por FIBA, siendo el más laureado). En noviembre de aquel año había llegado a la presidencia del club Lorenzo Sanz, sustituyendo en la presidencia a Ramón Mendoza. En el Open McDonald's se consiguió la cuarta plaza.
Tras el histórico éxito cosechado, la temporada siguiente se alcanzó la Final Four de la Euroliga, quedando en cuarto lugar, a pesar de que tampoco se consigue ningún título nacional. Es destacable la memorable actuación de Joe Arlauckas que en un partido de Euroliga (en la fase de grupos), metió 63 puntos ante el Virtus Bolonia, con una sensacional actuación.
Tras los graves problemas económicos que atravesaba la sección y una reestructuración económica, unida a la salida de algunas estrrellas como Sabonis (rumbo a la NBA), Lasa o Cargoll, junto a las retiradas de Biriukov o Antonio Martín había que empezar un nuevo proyecto. Sin embargo, la apuesta del presidente Lorenzo Sanz de ir siempre a por los mejores y la llegada a los despachos de Pedro Ferrándiz propicia la llegada del mejor alero español del momento, Alberto Herreros, y la estrella europea Dejan Bodiroga, junto a un buen grupo de jugadores experimentados como Pablo Laso, Alberto Angulo o Juan Antonio Orenga, lograrían en la temporada 96-97 alczanzar la gran final de la Recopa de Europa que con un gran partido ante el Mash Verona dan al Real Madrid su 4.ª Recopa de Europa  (siendo, junto al Cantú, el club más laureado de esta competición europea ya desaparecida) Con este título se lograría el 14.º título europeo y 18.º título internacional reconocido por FIBA, siendo el más laureado. Y siendo el primer título conquistado tras fallecer en febrero de ese mismo año Raimundo Saporta, el gran histórico dirigente de la sección y presidente de honor del club en aquellos momentos, habiendo sido homenajeado en el Torneo de Navidad de diciembre de 1996. Al finalizar la temporada, el equipo queda subcampeón de Liga (96-97), y la directiva decide destituir a Obradovic al no ganar ningún título nacional en sus tres temporadas al frente del club blanco.
En 1998, debido a las grandes pérdidas financieras que generaba, sumado a la falta de títulos, se especuló con la posibilidad de suprimir la sección, algo que finalmente no ocurrió.Se realizó una gran reestructuración del equipo, así como el paso por los banquillos de Miguel Ángel Martín y Tirso Lorente (1997-98) y Clifford Luyk en la temporada 1998-99 (que coincidió estando su hijo Sergio de jugador aquella temporada), en la que se contrataría a Tanoka Beard para intentar dar un impulso a la situación.
Con la llegada de Sergio Scariolo en 1999 (que permanecería 3 temporadas en el club) y los hermanos Angulo sobre la pista (Lucio Angulo y Alberto Angulo) se consigue la liga 28.ª de la temporada 1999-2000, la última del siglo XX, en el quinto partido frente al eterno rival, el FC Barcelona, en el Palau Braugrana. Aquella final con Herreros lesionado (el mejor jugador del momento), y gracias a un partidazo de Alberto Angulo y de la estrella Aleksandar Đorđević que había jugado el año anterior en las filas barcelonistas, erigiéndose como héroe y verdugo de aquella final. Sin olvidar las aportaciones del belga Éric Struelens (1998-2002). La dirección de la sección estaba a cargo de Lorenzo San "júnior".
La década de los noventa finaliza con 1 Copa de Europa (Euroliga), 2 Recopas de Europa, 3 Ligas, 1 Copa, 5 Torneos CAM y 6 Torneos de Navidad, como competiciones más destacadas.

### La sección y los comienzos delsigloXXI: La liga de Herreros y la Copa ULEB (2001-2010)

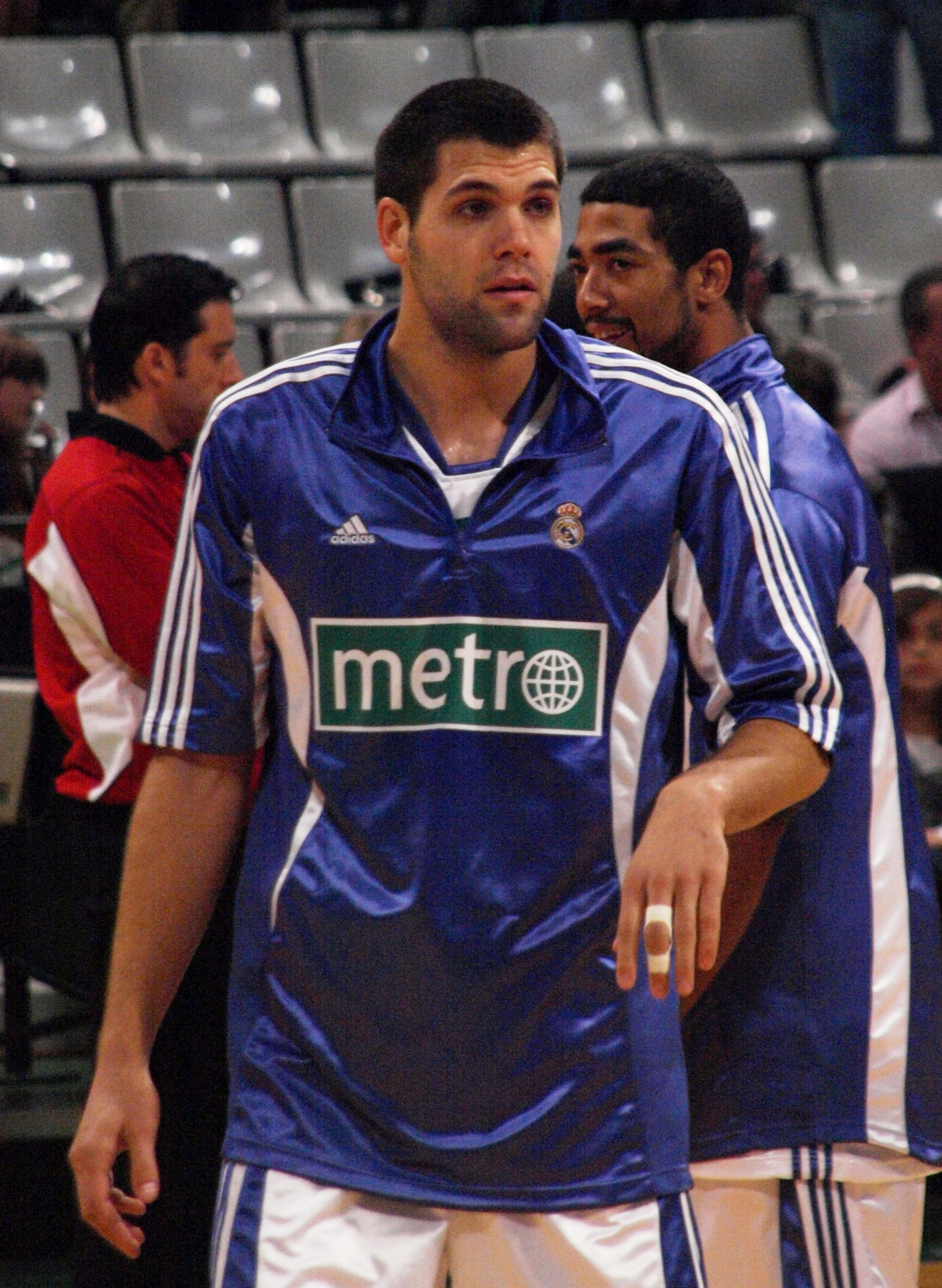
Felipe Reyes, actual capitán y uno de los ídolos de la afición blanca.

El siglo XXI llegaría marcado para la sección con Florentino Pérez en la presidencia (en lo que sería su primer mandato), la llegada de Jorge Valdano a la Dirección Deportiva (de fútbol y de baloncesto), el fichaje de Raúl López y la venta de los terrenos de la antigua Ciudad Deportiva del Real Madrid Club de Fútbol (1963), incluyendo la demolición del histórico Pabellón Raimundo Saporta en 2004, la creación de una nueva Ciudad Real Madrid (inaugurada en 2005) y el proyecto de construir un futuro pabellón a la altura de los mejores, pasando a jugar sus encuentros de manera temporal en el Palacio de Vistalegre hasta 2010, para posteriormente jugar un año en la Caja Mágica (2010-11).
Además, en el primer partido de la nueva Copa de Europa -la Euroliga- (la máxima competición europea de clubes), correspondiente a la temporada 2000/01, el Real Madrid recibió un merecido homenaje por parte de Euroliga-ULEB. El partido inaugural fue un Real Madrid-Olympiakos disputado en el antiguo pabellón de la Ciudad Deportiva, renombrado Raimundo Saporta en 1999. No fue casualidad del calendario, sino un reconocimiento al equipo más laureado de Europa, y al más laureado en la máxima competición europea de clubes, que además ostenta la Copa de Europa en propiedad. Desaparecieron la Recopa de Europa (denominada Copa Saporta en honor al histórico dirigente) y la Copa Korac, naciendo una nueva competición, la Copa ULEB.

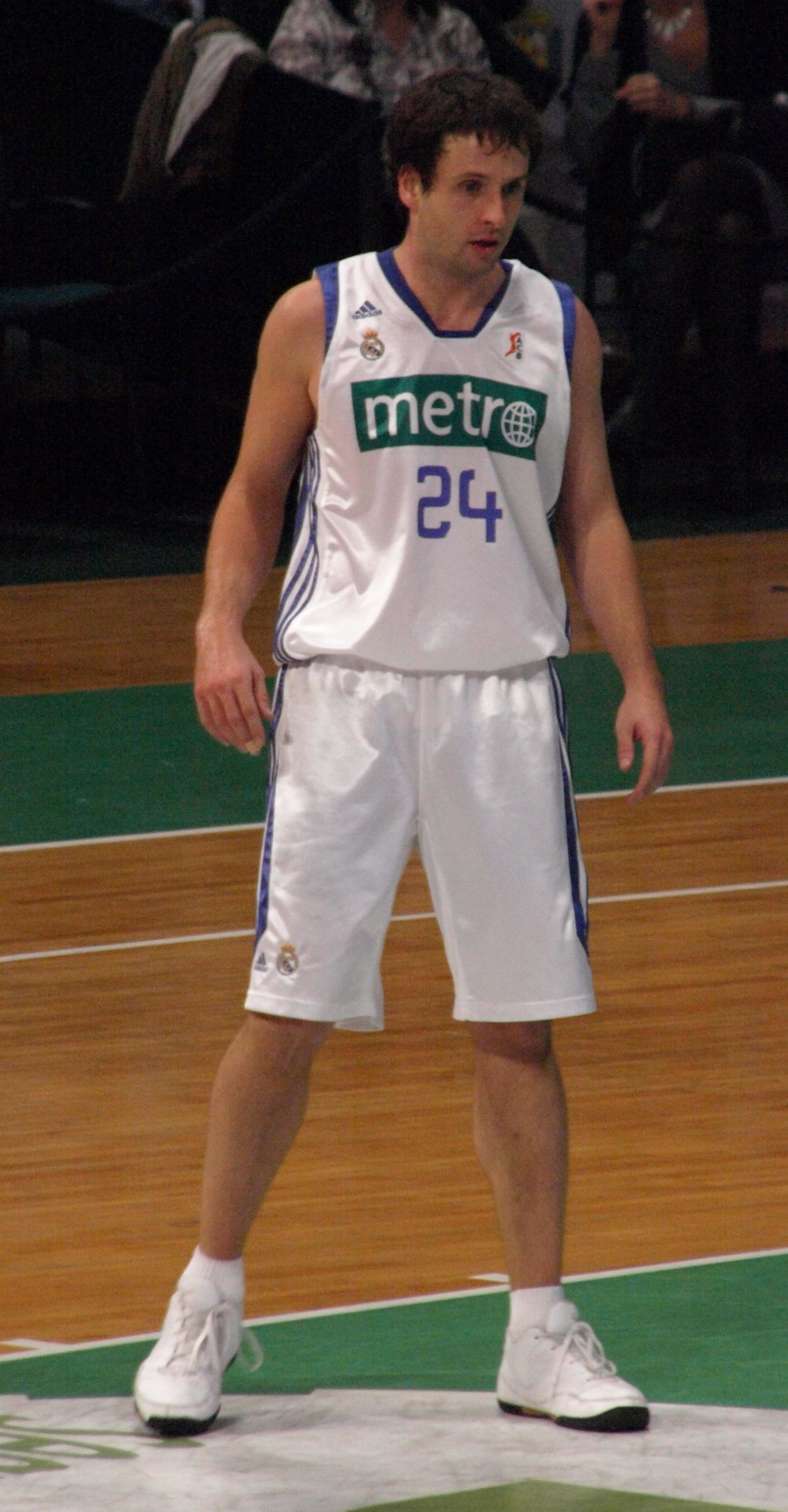
Raúl López.

A comienzos del siglo XXI, la FIBA, a diferencia de la FIFA, no oficializó con un trofeo, como se hiciera en fútbol, al mejor club del siglo XX, siendo el Real Madrid, sin discusión, el más laureado y con mejor trayectoria de todo el siglo XX en baloncesto (y que se convirtió en parte fundamental del considerado por la FIFA Mejor Club del Siglo XX), con 51 títulos nacionales y 21 títulos internacionales hasta la fecha, siendo el más laureado de la FIBA.
Además, en la temporada 2000/01, en la que quedó subcampeón de Liga y de Copa (cayendo ante el Barcelona en sendas competiciones), Florentino Pérez nombra a Emiliano Rodríguez presidente de honor de la sección de baloncesto (en 2009 también de la Asociación de Veteranos), uno de los mejores jugadores de la historia del baloncesto europeo. Todo un honor que recayó en una de las personas que más ha hecho en las canchas por difundir el nombre del Real Madrid.
En la temporada 2002/03, con Javier Imbroda de técnico, la sección no logró los éxitos que sí lograría el equipo de fútbol en el año del centenario de la entidad, quedando además fuera de los play-off de Liga por primera vez en la historia. Y en la temporada siguiente con el argentino Julio Lamas en el banquillo se lograría alcanzar la final de la Copa Uleb (Eurocup) cayendo frente al Hapoel Jerusalem B.C. (72-83), tras una sensacional campaña, contando en la pista con Bennet con 22 puntos y Kamabala con 19, en una plantilla que también destacaban Lucas Victoriano o Alfonso Reyes, entre otros.
Esta sequía finalizaría con la llegada de Božidar Maljković en el banquillo (2004/05, 2005/06), considerado unos de los mejores entrenadores de Europa, y gracias a los fichajes que han pasado a la historia de la sección como Felipe Reyes, Louis Bullock o Axel Hervelle entre otros, así como el francés Mickaël Gelabale, llegan nuevos aires para la sección. Con la reedición de la Supercopa de España en 2004 se consigue llegar a la final frente al FC Barcelona perdiendo por tan sólo un punto de diferencia (74-75). También se llegaría a la gran final de la Copa del Rey (2004-05). En 2005 tendría lugar una de las finales de Liga más impactantes que se recuerdan en el quinto partido de la serie celebrado en Vitoria. Perdiendo de 8 puntos a 42 segundos de la conclusión, el Real Madrid encadenó una serie de ataques rápidos que culminaron con el ya mítico triple desde la esquina de Alberto Herreros, haciendo subir el definitivo 69-70 al marcador, cerrando su carrera como el máximo anotador histórico de la ACB, incorporándose a la subdirección deportiva de la sección, siendo ocupada la dirección por Lolo Sáinz hasta que tras jubilarse le sustituyó en el cargo Antonio Martín Espina.

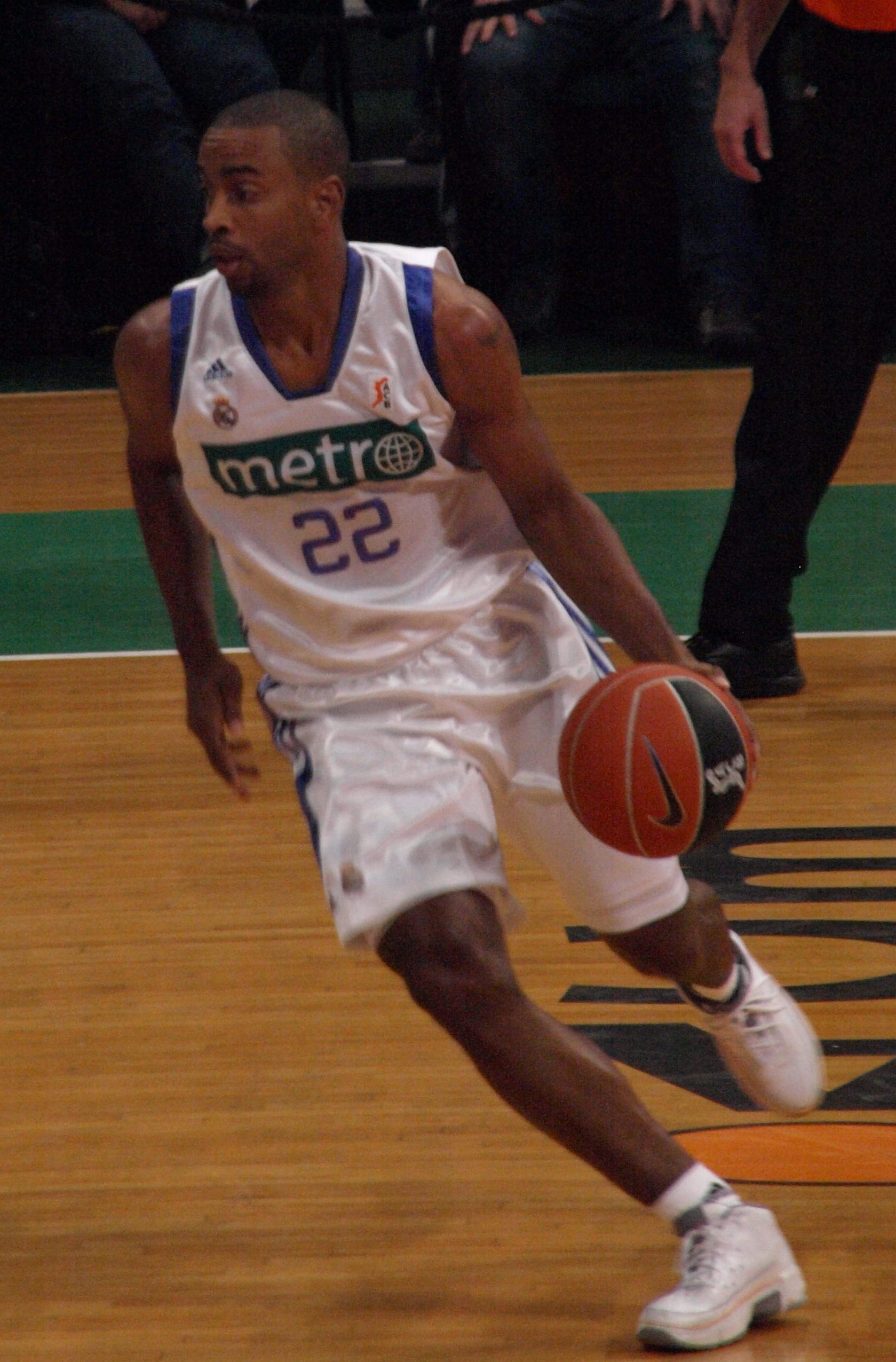
Louis Bullock, uno de los mejores anotadores que ha tenido el club.

Con la llegada a la presidencia de Ramón Calderón, se contrata a Joan Plaza (2006/07, 2007/08, 2008/09) como una apuesta personal tras no lograr la contratación de otro técnico de más renombre. Pero pronto se demostraría su valía, logrando en su primera temporada (2006-07) la Copa Uleb (Eurocup) y el 30.ª título de Liga, además de alcanzar la final de Copa, en la que ya destacaba la incorporación de un joven base, Sergio Llull, que en 2009 se asociaría con Sergio Rodríguez traído de la NBA, para formar una de las parejas de bases más espectaculares. Aquella final de la Copa Uleb (Eurocup) conquistada frente al Lietuvos Rytas (75-87) en Spiroudome (Charleroi), fue gracias a la temporada de los Raúl López, Kerem Tunçeri, Louis Bullock, Charles Smith, Marko Tomas, Álex Mumbrú, Marko Milic, Venson Hamilton, Blagota Sekulić, Axel Hervelle, Felipe Reyes, Eduardo Hernández Sonseca, Ratko Varda, Nedzad Sinanovic, Richard N'Guema, Pablo Aguilar y Jan Fernando Martín (el hijo del mítico Fernando Martín), con Joan Plaza a la cabeza. Con este título se consiguió el 15.º título europeo en total, siendo el 19.º título internacional del club más laureado de la FIBA (22.º en total contabilizando el Torneo Internacional ACEB).
La temporada 2007/08 estuvo marcada por el fichaje del pívot griego Lazaros Papadopoulos, toda una estrella del baloncesto europeo que debido a su falta de adaptación no dio los frutos esperados, permaneciendo sólo una temporada en la casa blanca. El 11 de octubre de 2007 se venció a los Toronto Raptors por 104-103 en el Palacio de Deportes de la Comunidad de Madrid correspondiente al NBA Europe Live Tour, siendo el cuarto equipo en conseguir derrotar a un NBA. En 2008 emotivo homenaje en un Real Madrid-Barcelona con motivo del fallecimiento del que fuera jugador del Real Madrid: Sergio Luyk (el hijo del mítico Clifford Luyk), con ovación y entrega de placa a sus familiares.
Con la llegada de Florentino Pérez a la presidencia en 2009 (en lo que sería su segundo mandato), llega en verano de aquel año Ettore Messina (que había sido cuatro veces campeón de Europa), quien abandona el club mediada su segunda temporada, tras no conseguir los éxitos esperados, quedando subcampeón de Supercopa y de Copa del Rey en dos ocasiones (así como del propio Antonio Martín como director de la sección), donde es sustituido por su asistente, Emanuele Molin, con quien se consigue alcanzar la Final Four de la Euroliga quince años después. En la Supercopa pierde de 34 puntos frente al FC Barcelona recibiendo una de sus derrotas más abultadas en el marcador. En 2009 llegaría Jorge Garbajosa, permaneciendo dos temporadas en el club, y en 2010 llegaría el croata Ante Tomić.
Pero esa apuesta de Florentino Pérez por el baloncesto, con la contratación de un entrenador de renombre, a pesar de no dar los frutos esperados, culminaron gracias a la llegada de una pieza clave para la sección, en la dirección técnica en los despachos, con Juan Carlos Sánchez Lázaro en 2010. Contando en el organigrama técnico con exjugadores que apostaban por la sección, siendo Alberto Herreros subdirector (desde 2005), la incorporación de Alberto Angulo como director de la cantera en 2009, la llegada de Clifford Luyk en 2009 como asesor técnico y la figura de Emiliano Rodríguez como presidente de honor, comenzaba un nuevo proyecto y un nuevo rumbo para la histórica sección de baloncesto, que en marzo de 2006 celebró su 75.º aniversario. Y cuyo proyecto tomará forma con la llegada de otro exjugador al banquillo blanco, en verano de 2011, Pablo Laso.
Con motivo del 20 aniversario de la muerte de Fernando Martín, una gran imagen de Fernando Martín junto al escudo del Real Madrid, con una pancarta que rezaba "20 Años después tu espíritu sigue vivo", con la que la peña Berserkers y todo el Palacio Vistalegre (entonces donde se disputaban los encuentros) recordó al pívot internacional. Además, la ACB también le rindió un emotivo homenaje solicitando el tiempo muerto en el minuto 10 de partido (número que lucía en su camiseta), reviviendo en el marcador algunas imágenes de su carrera.
La década finaliza con 1 Copa ULEB (Eurocup), 2 ligas, 7 Torneos CAM y 2 Torneos de Navidad como competiciones más destacadas. El Torneo Internacional de Navidad finalizaría en 2004, con un epílogo en verano de 2006, poniendo punto final a uno de los torneos internacionales más importantes que durante décadas reunía a los mejores equipos en esta cita navideña, que en sus primeras décadas e inicios fue organizado por la FIBA.

### La era Pablo Laso (2011-Act.)

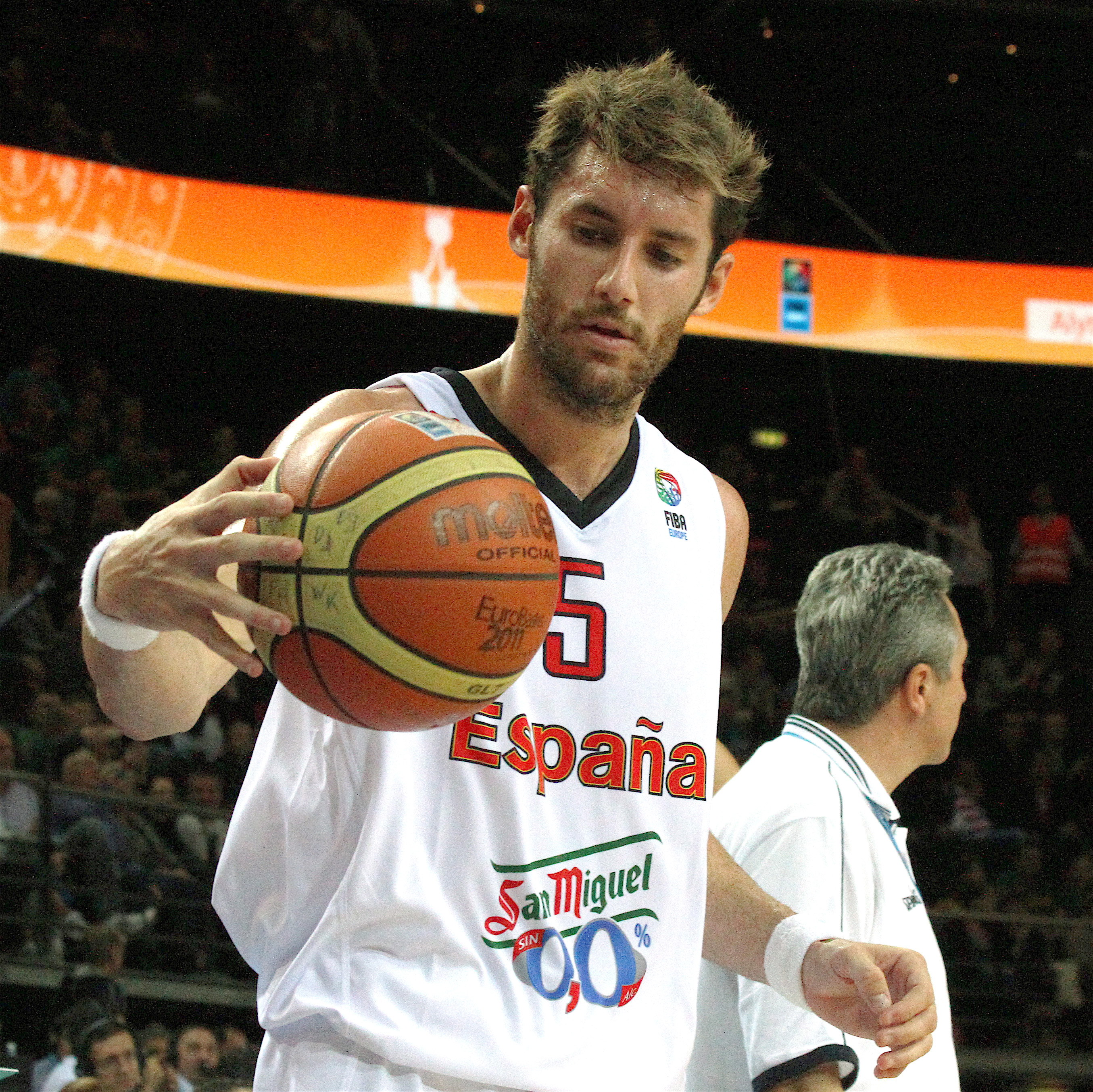
Rudy Fernández recaló en el club tras un «lockout NBA».

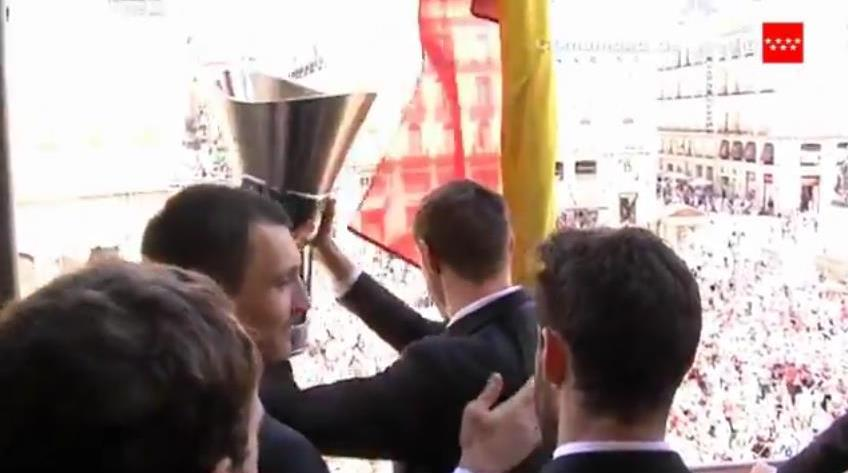
Varios jugadores del club ofrecen a su afición la Novena Copa de Europa.

El nuevo proyecto y el esfuerzo económico de la directiva por el baloncesto, tomó forma con la llegada del exjugador del club Pablo Laso a los banquillos en 2011. Su estilo ofensivo se reforzó con fichajes contrastado o de gran proyección como Chacho Rodríguez, Jaycee Carroll, o la llegada del NBA Rudy Fernández como gran baluarte, que junto a los Felipe Reyes, Sergio Llull, o el canterano revelación Nikola Mirotić asentaron las bases para devolver a la sección a lo más alto del panorama europeo. Incluso Serge Ibaka, internacional español jugó en el equipo durante los meses que duró el cierre patronal de la NBA.
Tras la vuelta al Palacio de los Deportes se conquistó la Copa del Rey, tras 19 años de sequía, en el Palau Sant Jordi frente al F. C. Barcelona por un claro 74-91, con 23 puntos de Llull y 22 de Carroll, además de lograr un subcampeonato de Liga y de la Supercopa consolidando el proyecto.
En la temporada siguiente se reforzó con los fichajes de Tremmell Darden, Dontaye Draper y Marcus Slaughter, coincidiendo con la marcha de Ante Tomić y el equipo conquistó la segunda Supercopa de España del club de nuevo frente al F. C. Barcelona, además de conquistar su 31.º título de Liga con una gran actuación de Felipe Reyes, MVP de la final, y con un registro de 38 victorias en 44 partidos. En Europa, consiguió tras 18 años llegar a la final four de la Euroliga. En ella venció una vez más a los catalanes en las semifinales antes de perder el título frente al Olympiakós Piraeus por 100-88. Las temporadas siguientes el club siguió aumentando su palmarés nacional con otra Supercopa, otra Copa del Rey, consagrándose jugadores como Llull o Mirotić, y llegar a una nueva final de la Euroliga, la 16.ª de su historia. Del mismo modo que la anterior, se escapó en el partido decisivo tras caer por 98-86 frente al histórico rival del Maccabi Tel Aviv Basketball Club.
Durante esta etapa firmó el mejor inicio de una temporada en la historia de la sección con 31 victorias seguidas —16 en Liga, 13 en Euroliga y 2 en Supercopa—, además de batir el récord de victorias en una Liga ACB y en el cómputo global superando el registro de 23 triunfos de la campaña 1960-61 bajo las órdenes de Ferrándiz. Por dicha primera gesta se le entregó un trofeo conmemorativo dejando la nueva marca en 28 victorias consecutivas en el campeonato nacional.

#### Campeones de Europa. El históricorepóker
Temporada 2014/15:

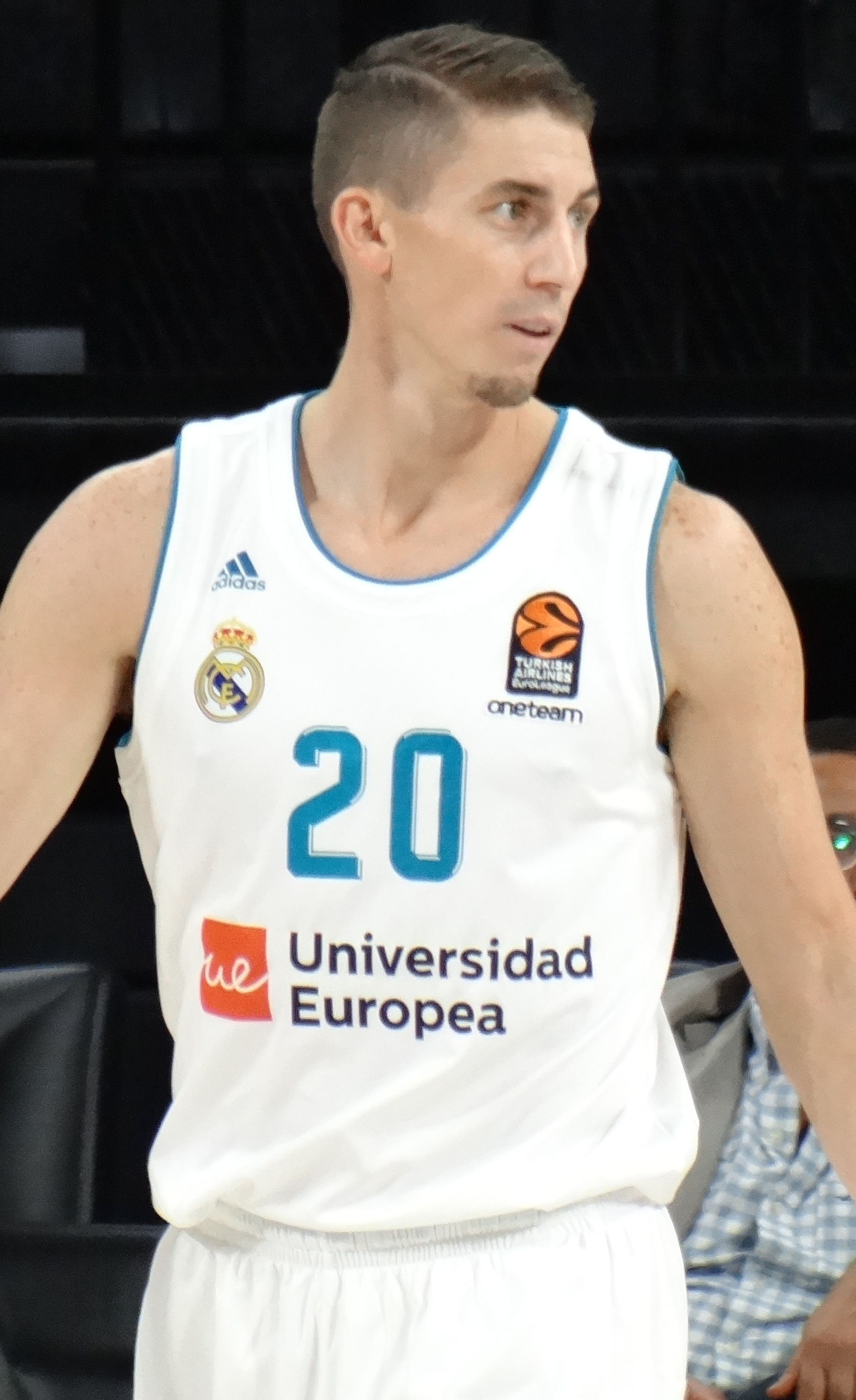
El 24 de noviembre de 2016, Jaycee Carroll superó a Bullock como el extranjero con más partidos en el Real Madrid (324).

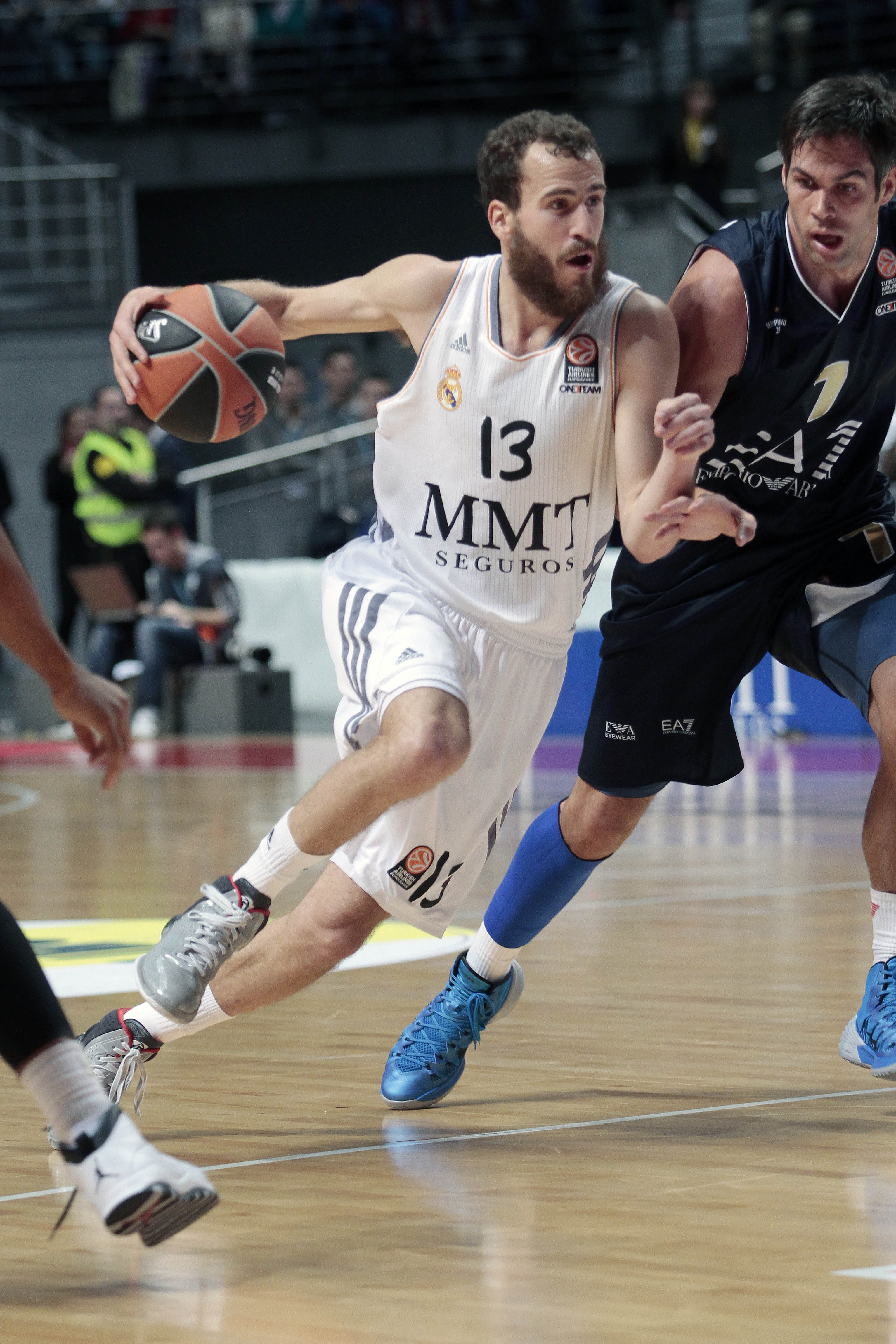
Sergio Rodríguez contra el EA7 Emporio Armani en un partido de Euroliga 2013/14.

En la temporada 2014-15 se vuelve a confiar en el proyecto de Pablo Laso pese a no conseguir la ansiada Euroliga, y junto a sus nuevos asistentes Chus Mateo y Žan Tabak (que fue jugador en la 2001/02 y asistente de Joan Plaza en la 2007/08) se refuerza el equipo con las incorporaciones de K. C. Rivers, Facundo Campazzo, Jonas Mačiulis, Andrés Nocioni y Gustavo Ayón, tras las salidas de Tremmell Darden, Dontaye Draper y Nikola Mirotić (rumbo a la NBA). Comienza la temporada alzando otra nueva Supercopa de España y por tercera vez consecutiva frente al eterno rival, el FC Barcelona, por 99-78 (siendo la 4.ª Supercopa de España de baloncesto). Antes se conquistó la Copa EuroAmericana de Básquet en pretemporada, siendo la primera edición de un prestigioso torneo amistoso. El Torneo de la CAM, debido a problemas de calendario, no se celebra por primera vez en su historia (habiendo conquistado las últimas 10 ediciones de forma consecutiva).
Comenzando la temporada con un espectacular arranque. En la actualidad mantienen un récord en la Euroliga de 21 victorias seguidas en casa (que duró 20 meses, del 4/4/2013 al 5/11/2014). Siendo además, el primer club de la historia ACB en comenzar tres años consecutivos sin perder ningún partido en Liga (con más de 70 jornadas siendo líder en Liga Regular). Jamás en la historia ACB un equipo ha empezado tres temporadas seguidas con un parcial así y en la historia del baloncesto solo hay dos precedentes de algo así: La primera vez, en las temporadas 1958-59, 1959-60 y 1960-61. Once años más tarde, entre las campañas 1972-73, 1973-74 y 1974-75. Cuatro décadas más tarde, se repite la misma historia, el Real Madrid empezó con un 27-0 la 2013-14 y con un 14-0 en la 2012-13. Además de volver a ser otro año más el único equipo invicto en toda Europa, durante el comienzo de la competición (cayendo frente Adalonu Efes en el último segundo), siendo, con diferencia, el mejor ataque, en porcentajes, puntos y promedios.
El día 30 de noviembre de 2014, ante la proximidad del 25.º aniversario del fallecimiento del mítico Fernando Martín (3 de diciembre de 1989), el Real Madrid le rindió un emotivo homenaje coincidiendo, además, con el enfrentamiento ante el CAI Zaragoza, al igual que ocurrió 25 años atrás, en aquel fatídico día. Durante la rueda de calentamiento, los jugadores madridistas llevaron camisetas con el nombre de F. Martín y el dorsal 10 en la espalda (el único retirado en su honor). Además, antes del encuentro, tuvo lugar un acto en el que participaron su hermano Antonio Martín y varios excompañeros de equipo (Corbalán, Romay, etc.). Unos niños salieron a la cancha del Palacio de la Comunidad de Deportes de Madrid con una lona que representaba la camiseta retirada de Fernando Martín. En las pantallas se proyectó un emotivo vídeo, tras el cual, el capitán Felipe Reyes entregó a Antonio Martín una camiseta firmada por todos los jugadores de la plantilla y Rafa Rullán (presidente de la Asociación de Veteranos) entregó una placa, con una fotografía de Fernando Martín, con la leyenda “Siempre en nuestro corazón”. También, las peñas "Berserkers" y "Ojos del Tigre" contribuyeron con emotivas pancartas ("25 Años después, tu espíritu sigue vivo", "25 Años Recordándote"). El equipo le dedicó al mítico 10, y referente emocional del madridismo, la victoria final.
Volvió a coincidir un año más con FC Barcelona en la Copa de Europa, esta vez en el top 16 de la Euroliga, infringiendo un severo castigo al eterno rival, dando todo un recital y demostrando su poderío con un contundente 97-73. Antes del partido, Felipe Reyes fue homenajeado por ser el máximo reboteador de la Euroliga, con 1288 rebotes. Además, se nombraría a Rudy MVP de la 6.ª jornada de la Euroliga. En la Copa del Rey, volvió a revalidar el título, por segundo año consecutivo; reeditando la gran final frente al F.C. Barcelona, derrotándole nuevamente con un 71-77, en una edición en la que Rudy sería nombrado MVP de la gran final; además, Sergio y Rudy en el quinteto ideal de la Copa.
En su incansable búsqueda de la 9ª Copa de Europa, llega por tercer año consecutivo a la Final Four (7.ª ocasión desde que existe el formato de "Final Four") que se celebra esta edición en Madrid, tras derrotar al Anadolu Efes (3-1 en el parcial de cuartos de final), nombrándose a Felipe Reyes en el quinteto ideal de la Euroliga. De esta forma, tras derrotar a Fenerbache en la semifinal, llega por tercer año consecutivo a la gran final de la Euroliga (17.ª final de la máxima competición continental), enfrentándose nuevamente a Olympiakos (como ya lo hicieran dos años antes), siendo el mismo rival al que se enfrentaron en el último título conquistado de la máxima competición europea. Tras un sensacional partido, en el que Andrés Nocioni es nominado MVP de la final, se proclaman campeones de Europa en el Pabellón de Deportes de Madrid, conquistando la ansiada 9.ª Copa de Europa de baloncesto (23.er título internacional, siendo el 20.º título oficial reconocido por FIBA, sin contar el Torneo de Navidad), en un fin de semana en el que el equipo júnior se proclama también campeón de la Euroliga Junior. Además, es la 11.ª ocasión en que se conquista un título nacional más otro internacional. Al final de temporada se designaría a Pablo Laso entrenador del año de la Euroliga (Coach of the Year Award-Euroliga).

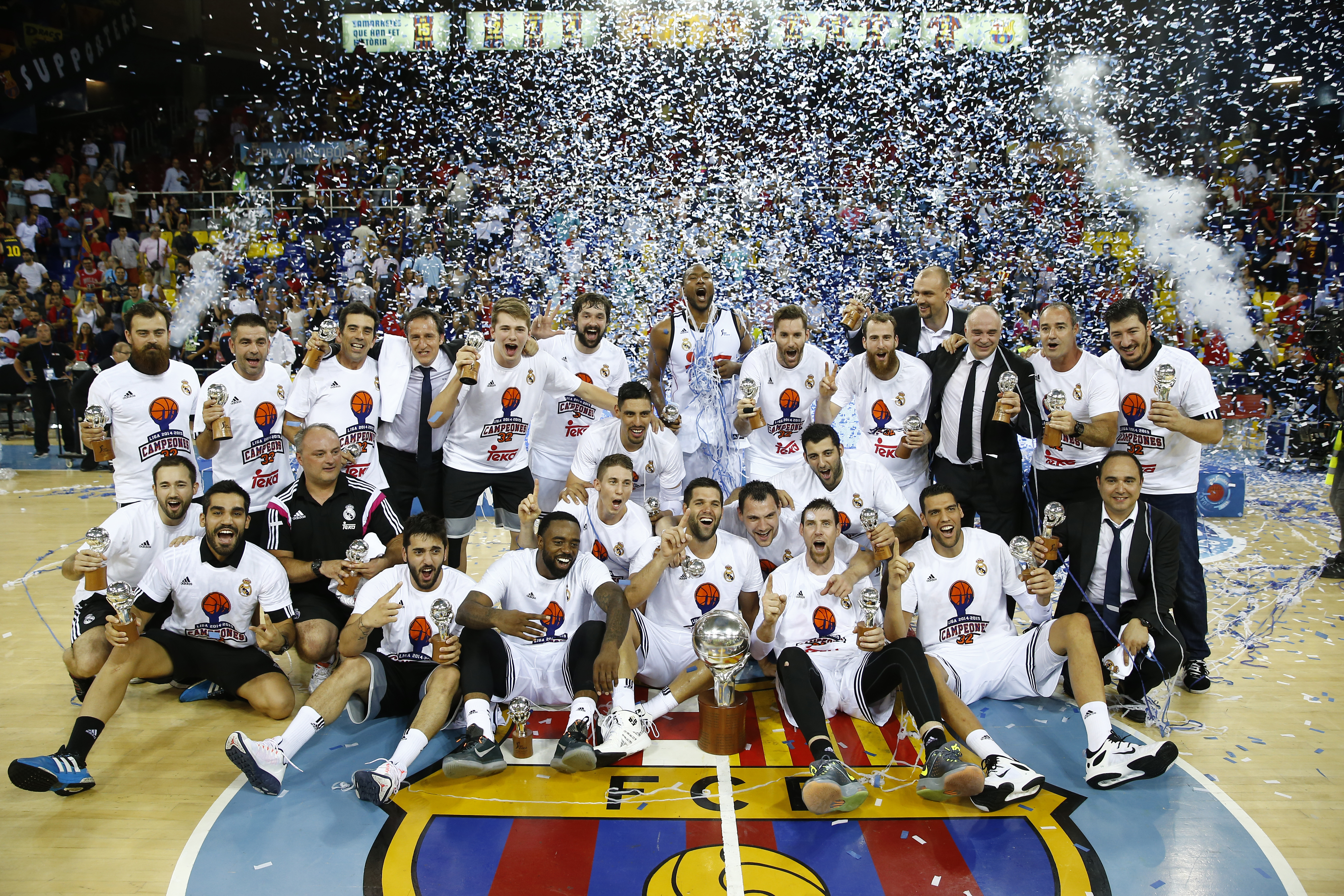
La conquista de Liga 32.ª en Palau Blaugrana, suponía no sólo la culminación de un nuevo doblete nacional, sino también de la 3ª Triple Corona en su historia, a la que se sumaba la Supercopa conquistada a comienzo de temporada, culminando un histórico "póker" de títulos en la temporada 2014/2015.

Por tercer año consecutivo conquista el título honorífico de campeón de Liga Regular ACB (11.ª) y Pablo Laso es nombrado mejor entrenador (Liga Regular ACB) también por tercer año consecutivo. Felipe Reyes MVP de la Liga Regular, entrando en el quinteto ideal junto a su compañero Sergio LLul. Además, por cuarto año consecutivo, llega a la gran final de la Liga ACB (enfrentándose, por cuarta vez consecutiva, también, al FC Barcelona), derrotando con un histórico 3-0 en la final al FC Barcelona en el Palau Blaugrana (El quinto trofeo que celebran los blancos en casa del eterno rival en los últimos 21 años y la 32.ª Liga de su historia, las mismas que en fútbol hasta el momento. La décima final ganada en un playoff de 17 disputadas y la segunda que cierra con un 3-0 tras la de 1994 -último precedente de 3-0-), con un brillante juego en equipo, con cinco jugadores por encima de los 10 puntos y liderado por los 19 de Carroll (conquistando los cuatro títulos de la temporada, todos los que disputaba), nombrándose a Sergio Llull MVP de la final. Siendo, además, la tercera final en la que conquistan un título derrotando al F.C. Barcelona en la presente temporada. Pablo Laso es finalmente designado como mejor entrenador de la Liga ACB por la AEEB.
No sólo hace historia conquistando un histórico doblete nacional (Liga y Copa), siendo 11º doblete de su historia y récord en España hasta el momento, sino que con la conquista de la Euroliga supone la Tercera Triple Corona de su historia (supone ganar Liga y Copa nacional + la máxima competición europea de clubes: 1964/65, 1973/74 y 2014/15), siendo el club español y el segundo europeo que más tiene. De esta forma, el Real Madrid 2014/2015 firma una temporada histórica al ganar Euroliga, Liga, Copa del Rey y Supercopa (sin olvidar, la Liga Regular, que lo hace aún más especial). Un "póker" de títulos sin precedente hasta el momento en España. Sólo dos equipos en la historia del baloncesto europeo han ganado las cuatro competiciones más importantes: Copa de Europa, Intercontinental, Liga y Copa de su país (Fueron el Mobilgirgi Varese, que lo hizo en 1970 y 1973 y el Olimpia de Milán, en 1987); siendo la mejor temporada de la historia de la sección (en cuanto títulos oficiales de carácter nacional e internacional). El primer equipo ha firmado un póker de éxitos después de lograr 64 victorias en 78 partidos (2-0 en la Supercopa, 3-0 en la Copa, 24-6 en la Euroliga, 27-7 en la fase regular de la Liga Endesa y 8-1 en los playoffs), un 82% de victorias. Además, en la temporada 2014/2015 Campeones de España en tres categorías diferentes por primera vez en la hitopria del club: Junior, cadete A y el Infantil A. Además de conquistar la Euroliga Junior. Títulos, a los que hay que sumar la Mini Copa ACB por el equipo Infantil A, y los Campeonatos de Madrid por el equipo Junior y Cadete A, así como el Torneo de Liga EBA de la FBM por parte del Real Madrid "B" (fue primero en el grupo B, aunque luego quedó cuarto en la fase de ascenso), entre otros torneos; en una temporada plagada de éxitos por parte de la cantera de baloncesto del Real Madrid; debutando, además, la joven promesa Luka Dončić con el primer equipo.
Temporada 2015/16:

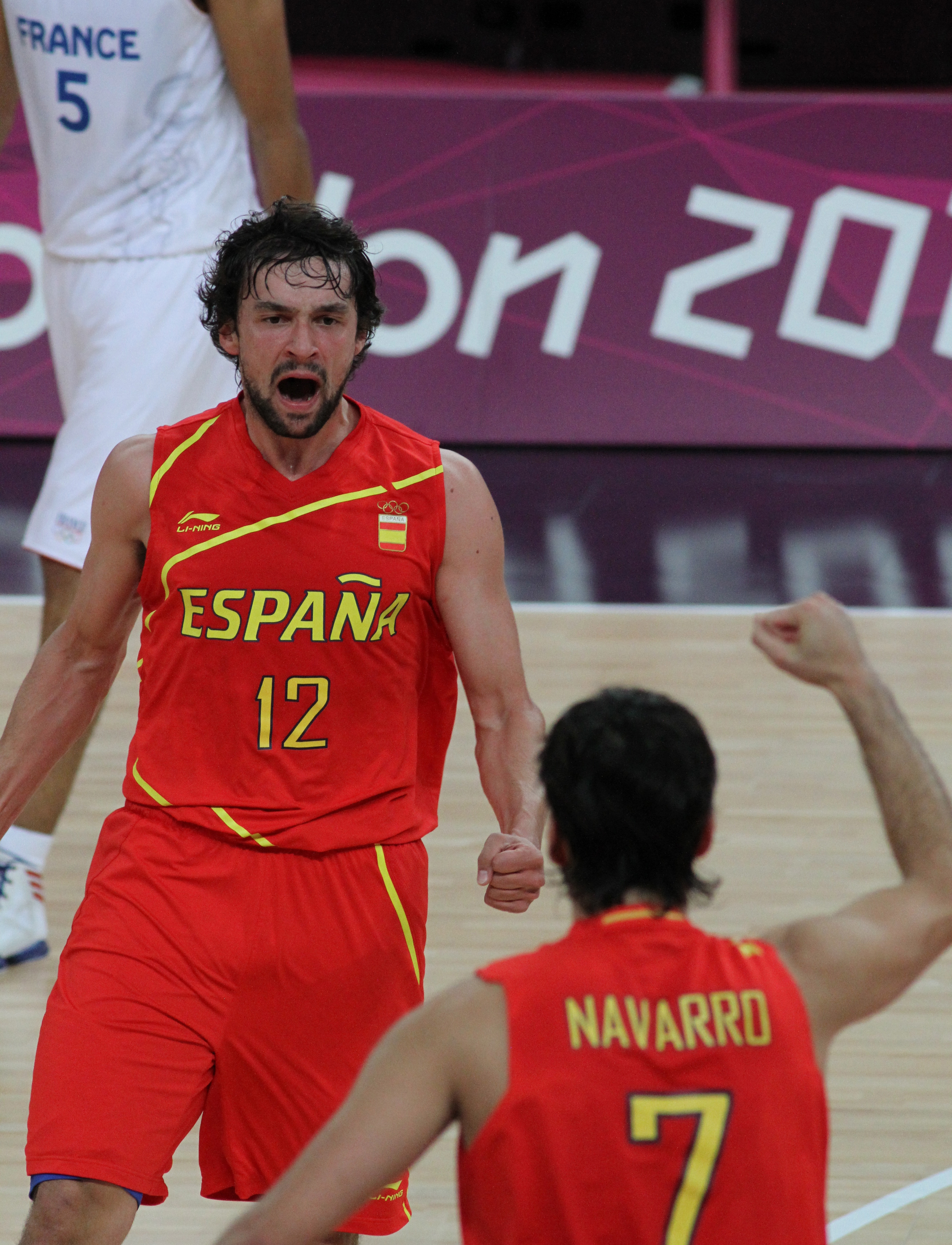
Sergio Llull, referente del club y la selección española. (JJ.OO. Londres 2012).

Tras las bajas de Salah Mejri, Ioannis Bourousis, Marcus Slaughter, K. C. Rivers (tras no resolver sus problemas para no ocupar plaza de extracomunitario) y las cesiones de Facundo Campazzo y Alex Suárez, se ficharía a Trey Thompkins y Jeffery Taylor, subiendo al primer equipo Luka Dončić (tras su brillante actuación la pasada campaña) y la vuelta tras cesión de Willy Hernángomez; comenzaría un nuevo proyecto del Madrid de Laso, el 5.0, correspondiente a la temporada 2015/16, en el que, además, contaría con sus propias instalaciones deportivas, ubicadas dentro de la Ciudad Deportiva Real Madrid, en Valdebebas.
Pero, el mejor fichaje de la temporada sería Sergio LLul, que renunciaría a ser el "Rookie" mejor pagado de la historia de la NBA, rechazando el ofertón de Houston Rockets de 21 millones de dólares en tres temporadas por quedarse a jugar en el Real Madrid.

"Hay muchos niños que sueñan con jugar en la NBA, el mío era jugar en el Real Madrid y quiero seguir cumpliendo ese sueño."
Sergio Llull sobre su trayectoria.

Después de ganar el Torneo Ciudad de Córdoba (sin los 6 internacionales que disputaban la final del Eurobasket), comenzaría la temporada de manera oficial con la Copa Intercontinental FIBA (World Cup), cuya competición, tras años de permanecer cancelada, fue reanudada por FIBA en 2013 como competición de carácter mundial a nivel de clubes, enfrentando en esta reedición al Campeón de Europa y al Campeón de las Américas, en la que el Real Madrid seguía siendo el más laureado de la competición con 4 títulos (3 Copas Intercontinentales y 1 Copa Mundial de Clubes). En la que accedía, en la presente edición, como el actual campeón de Europa, enfrentándose al Bauru brasileño, a doble partido en Brasil, conquistando el 5.º título intercontinental de carácter mundial de su historia (Sergio Llul MVP de la final) y el "Repóker" de títulos (Pentacampeón) en un año (desde el 27 de septiembre de 2014 al 27 de septiembre de 2015 en un año mágico para la sección de baloncesto), 4.º título oficial en lo que lleva de 2015 (contabilizando 2015 como año natural). En la final, a doble partido, de la Intercontinental, comenzó perdiendo 91-90 tras ir ganando de 17 y ser sorprendidos por una serie de triples encadenados del rival y ganando finalmente 91-79 en el segundo partido, consolidándose como el más laureado, en el Gimansio Ibirapuera de Sao Paulo, donde el Real Madrid ganó su cuarta Copa Intercontinental hace 34 años (en formato Mundial de Clubes), adjudicándose de esta forma el título; conquistando los 5 títulos posibles en una gesta sin precedentes (comenzando con los 4 de la temporada 2014/15 -Supercopa, Copa, Euroliga y Liga- y comenzando con la Intercontinental en la 2015/16 a la que accedía como Campeón de Europa), cuyo nuevo título supondría el 21.er título internacional reconocido por FIBA-ULEB, consolidándose como el más laureado del baloncesto FIBA, tras proclamarse campeón del mundo. El Real Madrid es junto a Olimpia de Milán y Pallacanestro Varese el único en conquistar Copa de Europa, Liga, Copa e Intercontinental. Con este título, sería la primera vez en la que el Real Madrid es el vigente campeón del mundo tanto en fútbol como en baloncesto, una gesta sin precedentes en el club. Por último, mencionar, que, de haber estado vigente el Campeonato de Madrid 2015/16 (competición regional oficial), que por el momento no se ha vuelto a pronunciar al respecto sobre su reedición, y se hubiese reeditado y oficializado la Supercopa de Europa ULEB -integrada en FIBA Europa- (en proyecto) hubiesen sido hasta 7 títulos posibles.
Disputa de la Supercopa de España 2015/16, cayendo en semifinales frente a Unicaja de Málaga, acusando el tremendo desgaste físico y el viaje de la Intercontinental, tan sólo unos días antes, sin olvidar la disputa del Eurobasket. En el concurso de triples de la ACB Jayce Carroll se proclama campeón con 22 puntos, derrotando en la final a Mallet.
El enfrentamiento frente a Boston Celtics (8 de octubre de 2015 en Madrid), cuyo encuentro, de carácter amistoso, que se enmarca dentro de la NBA Global Game, 27 años después de aquella mítica final en el Open-Mundial Championship FIBA-NBA, que tuvo lugar en el mismo escenario; enfrentando, nuevamente, al más laureado de la NBA frente al más laureado de la FIBA, repitiendo exactamente el mismo marcador que hace 27 años (96-111), por lo que tendría que esperar el Real Madrid otra ocasión para derrotar a los Celtics.

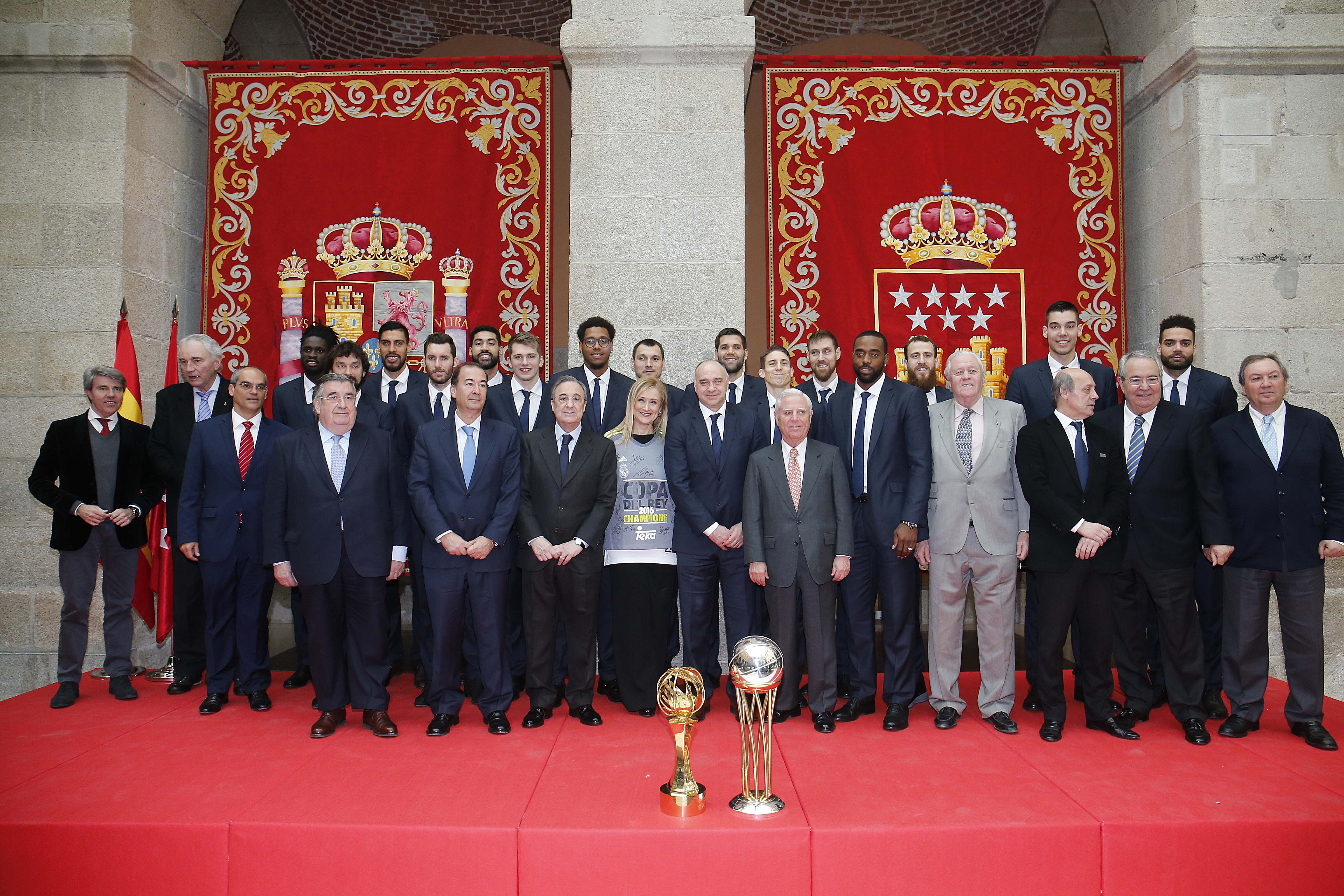
Ofreciendo la Copa Intercontinental y la Copa del Rey en la sede de la Comunidad de Madrid.

En el mercado de invierno, tras la lesión de Rudy, se procede a hacer nuevamente efectiva la contratación de K. C. Rivers, tras resolver sus problemas de extracomunitario y su breve paso por el Bayern, así como la contratación de Maurice Ndour y Agusto Lima. Samba Ndiaye (el pívot del júnior) debuta con el primer equipo sus primeros minutos.
El segundo título de la temporada llegaría con la conquista la Copa del Rey, por tercer año consecutivo, siendo toda una gesta histórica al ser el primer equipo en conquistar la copa tres veces seguidas en el presente formato, derrotando al Gran Canaria en la final (81-85), siendo Ayón MVP de la final. A su vez, el Real Madrid Infantil A se proclamó campeón de la Minicopa ACB por cuarta vez consecutiva frente al Joventut (102-50), siendo Garuba MVP de la competición.
En la presente edición se clasifica para los cuartos de final de la máxima competición continental (siendo la cuarta vez consecutiva), aunque no consiguiendo alcanzar la Final Four por cuarto año consecutivo al caer frente a Fenerbahçe.
Conquista la Liga n.º 33 de su historia, por segunda temporada consecutiva, ganando al FC Barcelona (3-1 de parcial), siendo la victoria 1.500 en Liga, en un marco incomparable, con un Palacio de Deportes abarrotado, repitiendo Llul MVP en la final por segunda vez consecutiva (siendo con Sabonis el único jugador que logra el MVP de la final dos veces consecutivas). Este título supondría el doblete n.º 12 de su historia (segundo consecutivo), siendo récord en dobletes nacionales, al que habría que sumar la Intercontinental conquistada a comienzo de temporada. Además, el infantil A se proclamó campeón de España. En el primer equipo Dončić y Hernangómez entraron a formar parte en el mejor quinteto joven de la Liga ACB. Pablo Laso elegido mejor entrenador de la Liga ACB.

#### El Real Madrid de Pablo Laso 6.0.
Tras las bajas del mítico Sergio Rodríguez, el "Chacho", despidiéndose con una emotiva carta, poniendo rumbo a la NBA, tras considerar que ha cumplido un ciclo maravilloso en el club; Willy Hernangómez y Maurice Ndour a los New York Knicks, así como las bajas de Rivers, Campazzo (que había estado cedido la temporada anterior) y Lima, comienza una nueva temporada de la era Laso con las incorporaciones de: Álex Suárez (libre de cesión, procedente de Bilbao Basket), la vuelta de Dontaye Draper, y las incorporaciones de los ala-pívot estadounidenses Othello Hunter (procedente de Olympiacos B.C.) y Anthony Randolph (procedente del Lokomotiv Kuban). En el sorteo para las semifinales de la Supercopa de España ACB enfrenta nuevamente al Real Madrid con el eterno rival, el F.C. Barcelona, no pudiendo acceder a la final (93-99), tras una buena actuación del blaugrana Tyrese Rice En el concurso de triples, el madridista Jayce Carroll revalida el título.
El equipo que ha escrito la mejor página de la historia del club con el "repóker" de títulos, le faltaba un reto por afrontar: ganar a una franquicia de la NBA. Ese día llegó el 3 de octubre de 2016 con motivo del NBA Global Games 2016 (amistoso), que enfrentó al Real Madrid con los Oklahoma City Thunder (142-177), siendo la segunda victoria del Real Madrid frente a un NBA. Remontó 22 puntos en un partidazo memorable, forzó la prórroga con un triplazo de Llull en el último segundo, que estuvo magnífico, y sentenció en el tiempo extra. Toda una noche mágica en el Palacio de la Comunidad de Madrid, frente a un NBA. El partido supuso el estreno de una nueva equipación con mangas cortas de color azul, hasta ahora inédita (salvo en sus más remotos orígenes), utilizada con motivo de la visita de un NBA
En un partido de liga ACB, los blancos desbordan al Valencia (75-94) con Dončić a los mandos; además, Llull, Rudy, Randolph y Ayón impecables. Parcial de 18-34 demoledor. Llull se convierte en el máximo asistente histórico del club (con 1.160 asistencias), superando a Sergio Rodríguez.
La gran novedad de la Euroliga 2016/17, tras una nueva escisión con la FIBA, es el cambio de formato. Por primera vez en años, todos los participantes se enfrentarán entre sí en una liga a ida y vuelta de treinta jornadas. Los mejores ocho al final de la fase regular, jugarán un playoff de cuartos de final que decidirá los cuatro participantes de la Final Four. Ese playoff será al mejor de cinco encuentros, con ventaja de campo para los que hubieran quedado mejor clasificados en la liga regular. A pesar de la nueva escisión con la FIBA, la Euroliga sigue siendo la máxima competición europea de clubes. El primer partido de la nueva Euroliga un Real Madrid-Olimpiakos (83-65), como ocurriera tras la primera escisión con la FIBA en el año 2000; en el que Felipe Reyes se convierte en el máximo reboteador de la Euroliga al sumar 1.500 rebotes. Una de las repercisiones negativas de esta ruptura entre FIBA y EUROLIGA (ULEB) es que a la Copa Intercontinental ya no acude el representante de la máxima competición europea de clubes (la Euroliga), sino el campeón de la teórica tercer mejor competición continental (Copa Europea de la FIBA).
El 17 de noviembre de 2016, es una fecha histórica para el madridismo, dentro de la rivalidad Madrid-Barça, ya que con motivo de la octava jornada de la Euroliga de aquella temporada, disputado en el Palau Blaugrana, el Real Madrid le infringió un severo castigo a su eterno rival, superándole en todas las facetas de juego, con una contundente derrota que fue denominada por todos los periódicos de "paliza histórica", tras ganar por 39 puntos de diferencia (63-102), cuya victoria batió varios récords en la historia del clásico de baloncesto: mayor diferencia de puntos en el Palau Blaugrana en toda la historia (la anterior era de 1967, + 23), mayor derrota de Barça en Europa de toda la historia del club azulgrana, siendo la primera vez que encaja 100 puntos (la anterior marca era -38, también contra el Real Madrid), mayor diferencia del Real Madrid a favor contra el Barcelona (y sexta marca histórica desde el +60 que consiguió en Liga el 13 de marzo de 1977), mayor paliza en un clásico para el equipo visitante (el Barça nunca ha logrado una diferencia tan grande). Con un balance 11-3 a favor de los blancos en competiciones europeas.